# Храми Києва
Хра́ми Ки́єва — перелік храмів та релігійних установ міста Києва. Станом на 1 січня 2013 року в Києві діяло 1 113 зареєстрованих та 71 незареєстрована релігійна організація. Найбільшою групою з них є православні конфесії: Православна церква України, Українська православна церква (Московський патріархат) та інші православні релігійні організації. Католицизм представлено Українською греко-католицькою церквою та Римо-католицькою церквою. Другою за обсягом організацій релігійною течією в Києві є протестантизм. Найбільш розповсюдженими напрямками є баптизм (Всеукраїнський союз церков євангельських християн-баптистів, п'ятдесятництво (Українська Церква Християн Віри Євангельської, Об'єднана міжнародна церква п'ятидесятників), адвентизм (Українська уніонна конференція церкви адвентистів сьомого дня, Церква адвентистів сьомого дня реформаційного руху в Україні), лютеранство (Німецька євангелічно-лютеранська церква України, Українська лютеранська церква, інші лютеранські церкви), харизматичний рух (Церква Повного Євангелія, Українська християнська євангельська церква), пресвітеріанство. Серед інших діє Церква Ісуса Христа Святих останніх днів, Свідки Єгови, Новоапостольська церква.
Також в Києві проживають представники кількох напрямків юдаїзму (Об'єднання юдейських релігійних організацій України, Всеукраїнський конгрес юдейських релігійних організацій, Хабад Любавич, організації прогресивного юдаїзму та інші) та ісламу (Духовне управління мусульман України, Духовне управління мусульман Криму, шиїти).
Також діють громади Вірменської апостольської церкви та кілька міжконфесійних організацій.
Станом на 1 січня 2013 року в Києві нараховувалося 248 культових будівель (зведених або у процесі будівництва), 49 з яких мали статус пам'яток архітектури.

## Християнство

### Католицькі храми та монастирі

#### Римо-католицька церква в Україні
| Назва                                     | Зображення | Адреса                        | Координати                                                                  | Дата спорудження      | Архітектор     | Стиль     | Конфесія | Примітки                                            |
| ----------------------------------------- | ---------- | ----------------------------- | --------------------------------------------------------------------------- | --------------------- | -------------- | --------- | -------- | --------------------------------------------------- |
| Катедральний собор Святого Олександра     |            | Костельна вул., 17            | 50°27′12″ пн. ш. 30°31′29″ сх. д. / 50.45333° пн. ш. 30.52472° сх. д.       | 1817-1842             | Ф. Мехович     | класицизм | РКЦ      | сайт [Архівовано 18 серпня 2010 у Wayback Machine.] |
| Костел святого Миколая                    |            | Велика Васильківська вул., 77 | 50°25′36″ пн. ш. 30°31′3″ сх. д. / 50.42667° пн. ш. 30.51750° сх. д.        | 1899-1909             | В. Городецький | неоготика | РКЦ      |                                                     |
| Костел Пресвятої Діви Марії Матері Церкви |            | Воскресенський просп., 1-Б    | 50°28′26″ пн. ш. 30°35′44″ сх. д. / 50.47389° пн. ш. 30.59556° сх. д.       | 1999-2004             |                |           | РКЦ      |                                                     |
| Монастир Братів Менших Капуцинів          |            | Воскресенський просп., 1-Б    | 50°28′26″ пн. ш. 30°35′42″ сх. д. / 50.47389° пн. ш. 30.59500° сх. д.       |                       |                |           | РКЦ      |                                                     |
| Монастир сестер-кармеліток босих          |            | Шепетівська вул.              | 50°26′56″ пн. ш. 30°20′54″ сх. д. / 50.44889° пн. ш. 30.34833° сх. д.       | 1991-1996             |                |           | РКЦ      |                                                     |
| Костел Христа Царя Всесвіту               |            | Лохвицька вул., 46            | 50°26′11.3″ пн. ш. 30°38′08.2″ сх. д. / 50.436472° пн. ш. 30.635611° сх. д. | 2014-2017             |                |           | РКЦ      |                                                     |
| Костел Воздвиження Хреста Господнього     |            | Шепетівська вул., 6           | 50°26′57″ пн. ш. 30°21′2″ сх. д. / 50.44917° пн. ш. 30.35056° сх. д.        |                       |                |           | РКЦ      | Сторінка парафії                                    |
| Костел Успіння Пресвятої Діви Марії       |            | вул. Срібнокільська, 9-А      | 50°23′55″ пн. ш. 30°37′30″ сх. д. / 50.39861° пн. ш. 30.62500° сх. д.       | Будується з 2005 року |                |           | РКЦ      |                                                     |

#### Українська греко-католицька церква
| Назва                                                   | Зображення | Адреса                        | Координати                                                                  | Дата спорудження       | Архітектор    | Стиль | Конфесія | Примітки                                               |
| ------------------------------------------------------- | ---------- | ----------------------------- | --------------------------------------------------------------------------- | ---------------------- | ------------- | ----- | -------- | ------------------------------------------------------ |
| Церква Василія Великого                                 |            | Вознесенський узвіз, 7        | 50°27′28″ пн. ш. 30°30′20″ сх. д. / 50.45778° пн. ш. 30.50556° сх. д.       | 1998-2002              | Л. П. Скорик  |       | УГКЦ     | сайт [Архівовано 1 квітня 2022 у Wayback Machine.]     |
| Церква святого Миколая                                  |            | Паркова дорога, 1             | 50°26′38″ пн. ш. 30°33′4″ сх. д. / 50.44389° пн. ш. 30.55111° сх. д.        | 1809-1810              | А. Меленський | ампір | УГКЦ     | сайт [Архівовано 19 листопада 2008 у Wayback Machine.] |
| Церква Миколи Доброго                                   |            | Покровська вул., 10           | 50°27′42″ пн. ш. 30°31′6″ сх. д. / 50.46167° пн. ш. 30.51833° сх. д.        | 1716                   | А. Меленський | ампір | УГКЦ     |                                                        |
| Патріарший собор Воскресіння Христового                 |            | Микільсько-Слобідська вул., 5 | 50°27′10″ пн. ш. 30°35′12″ сх. д. / 50.45278° пн. ш. 30.58667° сх. д.       | 2002-2013              | М. Левчук     |       | УГКЦ     | сайт [Архівовано 16 травня 2020 у Wayback Machine.]    |
| Згромадження сестер Пресвятої Родини                    |            | Євгена Маланюка вул., 101     | 50°27′56″ пн. ш. 30°35′7″ сх. д. / 50.46556° пн. ш. 30.58528° сх. д.        |                        |               |       | УГКЦ     | сайт [Архівовано 27 червня 2021 у Wayback Machine.]    |
| Каплиця Архистратига Михаїла та новомучеників           |            | вул. Інститутська, 6          | 50°26′53″ пн. ш. 30°31′41″ сх. д. / 50.44806° пн. ш. 30.52806° сх. д.       | 2014                   |               |       | УГКЦ     |                                                        |
| Монастир і храм Пресвятої Богородиці Помічниці Християн |            | вул. Вакуленчука, 34          | 50°24′21.3″ пн. ш. 30°40′56.6″ сх. д. / 50.405917° пн. ш. 30.682389° сх. д. | 2020                   |               |       | УГКЦ     |                                                        |
| Каплиця святого Йосафата                                |            | вул. Авіаконструкторська, 10  | 50°27′41.2″ пн. ш. 30°22′58.6″ сх. д. / 50.461444° пн. ш. 30.382944° сх. д. |                        |               |       | УГКЦ     |                                                        |
| Церква Святої Трійці                                    |            | Оболонь                       |                                                                             | планується будівництво |               |       | УГКЦ     |                                                        |

### Православні храми

#### Константинопольська православна церква
| Назва              | Зображення | Адреса                 | Координати                                                           | Дата спорудження | Архітектор           | Стиль  | Примітки                                                                             |
| ------------------ | ---------- | ---------------------- | -------------------------------------------------------------------- | ---------------- | -------------------- | ------ | ------------------------------------------------------------------------------------ |
| Андріївська церква |            | Андріївський узвіз, 23 | 50°27′32″ пн. ш. 30°31′5″ сх. д. / 50.45889° пн. ш. 30.51806° сх. д. | 1744-1767        | Бартоломео Растреллі | бароко | Рішенням Верховної Ради передана у безоплатне користування Вселенському патріархату. |

#### Православна церква України
| Назва                                                                              | Зображення | Адреса                                                                               | Координати                                                                      | Дата спорудження                                  | Архітектор                                    | Стиль | Примітки |
| ---------------------------------------------------------------------------------- | ---------- | ------------------------------------------------------------------------------------ | ------------------------------------------------------------------------------- | ------------------------------------------------- | --------------------------------------------- | --- | --- |
| Володимирський собор                                                               |            | Шевченка Тараса бульв., 20                                                           | 50°26′41″ пн. ш. 30°30′32″ сх. д. / 50.44472° пн. ш. 30.50889° сх. д.           | 1862-1896                                         | Ю. Бернгардт, К. Я. Маєвський, В. М. Ніколаєв | російсько-візантійський псевдостиль                                                                                         | |
| Успенська Києво-Печерська лавра                                                    |            | Лаврська вул., 5                                                                     | 50°26′03″ пн. ш. 30°33′33″ сх. д. / 50.43417° пн. ш. 30.55917° сх. д.           | XI століття                                       |                                               | | 1 грудня 2022 р. було зареєстровано статут Свято-Успенської Києво-Печерської Лаври (чоловічого монастиря) Української Православної Церкви (Православної Церкви України). |
| Свято-Троїцька Надбрамна церква                                                    |            | Лаврська вул.                                                                        | 50°26′05″ пн. ш. 30°33′18″ сх. д. / 50.43472° пн. ш. 30.55500° сх. д.           | 1106-1108                                         |                                               | українське бароко | входить до комплексу Києво-Печерської лаври |
| Церква Спаса на Берестові                                                          |            | Лаврська вул., 5                                                                     | 50°26′14.46″ пн. ш. 30°33′17.59″ сх. д. / 50.4373500° пн. ш. 30.5548861° сх. д. | XI–XII ст.                                        |                                               | | входить до комплексу Києво-Печерської лаври |
| Храм ікони Божої матері «Живоносне джерело»                                        |            | Лаврська вул.                                                                        | 50°26′02″ пн. ш. 30°33′45″ сх. д. / 50.43389° пн. ш. 30.56250° сх. д.           | 1913                                              |                                               | | входить до комплексу Києво-Печерської лаври |
| Надвратна церква Благовіщення                                                      |            | Володимирська вул., 40-А                                                             | 50°26′55″ пн. ш. 30°30′47″ сх. д. / 50.44861° пн. ш. 30.51306° сх. д.           |                                                   |                                               | | |
| Церква Благовіщення Пресвятої Богородиці                                           |            | Сковороди Григорія вул., 2                                                           | 50°27′55.2″ пн. ш. 30°31′11.1″ сх. д. / 50.465333° пн. ш. 30.519750° сх. д.     |                                                   |                                               | | |
| Свято-Покровська церква                                                            |            | Покровська вул., 7                                                                   | 50°27′39″ пн. ш. 30°31′7″ сх. д. / 50.46083° пн. ш. 30.51861° сх. д.            | 1766-1772                                         |                                               | | |
| Вознесенська церква                                                                |            | Байкова вул., 6                                                                      | 50°25′6″ пн. ш. 30°30′36″ сх. д. / 50.41833° пн. ш. 30.51000° сх. д.            | 1884-1889                                         | Володимир Ніколаєв                            | російсько-візантійський (псевдовізантійський)                                                                               | |
| Свято-Покровська церква                                                            |            | Скрипника Мстислава патріарха вул., 20/1                                             | 50°26′7″ пн. ш. 30°29′1″ сх. д. / 50.43528° пн. ш. 30.48361° сх. д.             | 1895-1897                                         |                                               | | |
| Свято-Успенська церква                                                             |            | Садова вул. (Русанівські сади)                                                       | 50°28′27″ пн. ш. 30°34′39″ сх. д. / 50.47417° пн. ш. 30.57750° сх. д.           | 2009-2010                                         |                                               | | |
| Спасо-Преображенська церква                                                        |            | Калнишевського Петра вул., 2-А                                                       | 50°31′8″ пн. ш. 30°27′52″ сх. д. / 50.51889° пн. ш. 30.46444° сх. д.            | з 2005                                            |                                               | | |
| Ставропігійна козацька церква Покрова Пресвятої Богородиці                         |            | Михайла Донця вул., 2                                                                | 50°26′7″ пн. ш. 30°25′47″ сх. д. / 50.43528° пн. ш. 30.42972° сх. д.            | 2000-2002                                         |                                               | подібна церква до тієї, що знаходилася на Запорозькій Січі в часи визвольних змагань Гетьмана Богдана-Зиновія Хмельницького | Це перша в Україні козацька церква, споруджена у новому тисячолітті. |
| Церква Антонія і Феодосія                                                          |            | Дарницький бульв., 10                                                                | 50°27′44″ пн. ш. 30°36′53″ сх. д. / 50.46222° пн. ш. 30.61472° сх. д.           |                                                   |                                               | | |
| Церква Казанської ікони Божої матері (Храм ікони Божої Матері «Живоносне джерело») |            | Симиренка вул., 12                                                                   | 50°24′44″ пн. ш. 30°23′30″ сх. д. / 50.41222° пн. ш. 30.39167° сх. д.           | 1866—1872                                         |                                               | | |
| Церква Хрещення Господнього                                                        |            | Броварський пр-т (Гідропарк)                                                         | 50°26′49″ пн. ш. 30°34′26″ сх. д. / 50.44694° пн. ш. 30.57389° сх. д.           |                                                   |                                               | | |
| Церква святого Феодора Тірона                                                      |            | Велика Житомирська вул., 4-Г                                                         | 50°27′24″ пн. ш. 30°31′8″ сх. д. / 50.45667° пн. ш. 30.51889° сх. д.            |                                                   |                                               | | |
| Церква Преображення Господнього                                                    |            | Шевченка вул., 60 (с. Коцюбинське)                                                   | 50°29′11″ пн. ш. 30°19′31″ сх. д. / 50.48639° пн. ш. 30.32528° сх. д.           |                                                   |                                               | | |
| Церква святого Апостола Андрія Первозванного                                       |            | Чавдар Єлизавети вул., 1-А                                                           | 50°23′38″ пн. ш. 30°37′7″ сх. д. / 50.39389° пн. ш. 30.61861° сх. д.            |                                                   |                                               | | |
| Церква святого Іоанна Хрестителя                                                   |            | Гарматна вул., 37                                                                    | 50°26′40″ пн. ш. 30°25′59″ сх. д. / 50.44444° пн. ш. 30.43306° сх. д.           | 2000                                              |                                               | | тут до 30-х років ХХст. стояла церква Шулявського кладовища |
| Церква Миколи Притиска                                                             |            | Хорива вул., 5-А                                                                     | 50°27′53″ пн. ш. 30°30′47″ сх. д. / 50.46472° пн. ш. 30.51306° сх. д.           | 1695-1707                                         |                                               | | |
| Церква святого Миколи Чудотворця                                                   |            | Столичне шосе                                                                        | 50°20′1″ пн. ш. 30°33′30″ сх. д. / 50.33361° пн. ш. 30.55833° сх. д.            |                                                   |                                               | | |
| Церква святого Миколи Чудотворця                                                   |            | Харченка Євгенія вул., 41-А (с. Бортничі)                                            | 50°23′7″ пн. ш. 30°41′40″ сх. д. / 50.38528° пн. ш. 30.69444° сх. д.            |                                                   |                                               | | |
| Церква святого Пантелеймона                                                        |            | Берестейський пр-т, 73-А                                                             | 50°27′28″ пн. ш. 30°24′4″ сх. д. / 50.45778° пн. ш. 30.40111° сх. д.            |                                                   |                                               | | |
| Церква святого пророка Захарії і святої праведної Елисавети                        |            | Олекси Гірника вул., 10                                                              | 50°25′19″ пн. ш. 30°25′57″ сх. д. / 50.42194° пн. ш. 30.43250° сх. д.           | 2000-ні                                           |                                               | | до об'єднавчого собору 2018 р. УАПЦ |
| Церква святої великомучениці Єкатерини                                             |            | Бориспільська вул.                                                                   | 50°25′45″ пн. ш. 30°39′36″ сх. д. / 50.42917° пн. ш. 30.66000° сх. д.           |                                                   |                                               | | |
| Церква Святої Трійці                                                               |            | Робітнича вул., 79                                                                   | 50°28′51″ пн. ш. 30°20′55″ сх. д. / 50.48083° пн. ш. 30.34861° сх. д.           |                                                   |                                               | | |
| Церква Бориса і Гліба                                                              |            | Героїв Маріуполя вул.                                                                | 50°22′47″ пн. ш. 30°27′34″ сх. д. / 50.37972° пн. ш. 30.45944° сх. д.           |                                                   |                                               | | до об'єднавчого собору 2018 р. УАПЦ |
| Церква святих апостолів Петра і Павла                                              |            | Стеценка вул., 18                                                                    | 50°29′16″ пн. ш. 30°23′41″ сх. д. / 50.48778° пн. ш. 30.39472° сх. д.           |                                                   |                                               | | |
| Храм святих жінок-мироносиць                                                       |            | Харківське шосе, 1                                                                   | 50°26′27.2″ пн. ш. 30°37′45.3″ сх. д. / 50.440889° пн. ш. 30.629250° сх. д.     |                                                   |                                               | | |
| Церква Сорока Севастійських мучеників                                              |            | Булаховського Академіка вул., 5-Б                                                    | 50°28′14″ пн. ш. 30°20′18″ сх. д. / 50.47056° пн. ш. 30.33833° сх. д.           |                                                   |                                               | | |
| Церква Успіння Богородиці                                                          |            | Романа Шухевича пр-т, 30                                                             | 50°29′39″ пн. ш. 30°36′0″ сх. д. / 50.49417° пн. ш. 30.60000° сх. д.            |                                                   |                                               | | |
| Каплиця Рівноапостольного князя Володимира                                         |            | Коцюбинського Михайла вул., 8-А                                                      | 50°26′48.6″ пн. ш. 30°30′4.1″ сх. д. / 50.446833° пн. ш. 30.501139° сх. д.      |                                                   |                                               | | |
| Церква ікони «Неопалима купина»                                                    |            | Героїв полку «Азов» вул., 8                                                          | 50°30′3″ пн. ш. 30°29′32″ сх. д. / 50.50083° пн. ш. 30.49222° сх. д.            |                                                   |                                               | | |
| Храм Святого Іоанна Предтечі                                                       |            | Олександри Екстер вул., 4-А                                                          | 50°31′21″ пн. ш. 30°36′51″ сх. д. / 50.52250° пн. ш. 30.61417° сх. д.           |                                                   |                                               | | |
| Каплиця Миколи Святоші                                                             |            | Вернадського Академіка бульв., 85-А                                                  | 50°27′50″ пн. ш. 30°21′32″ сх. д. / 50.46389° пн. ш. 30.35889° сх. д.           |                                                   |                                               | | |
| Церква Петра і Павла                                                               |            | Бажана Миколи пр-т, 1-Г                                                              | 50°24′0″ пн. ш. 30°38′30″ сх. д. / 50.40000° пн. ш. 30.64167° сх. д.            |                                                   |                                               | | |
| Церква Введення Пресвятої Богородиці                                               |            | Верна Жуля бул., 10а                                                                 | 50°25′56″ пн. ш. 30°22′14″ сх. д. / 50.43222° пн. ш. 30.37056° сх. д.           |                                                   |                                               | | |
| Церква Різдва Христового                                                           |            | Сагайдачного Петра вул., 2                                                           | 50°27′32″ пн. ш. 30°31′30″ сх. д. / 50.45889° пн. ш. 30.52500° сх. д.           | 1809-1814, зруйновано 1936, відбудовано 2002-2005 |                                               | | |
| Церква Святого Духа                                                                |            | Флоренції вул.                                                                       | 50°26′40″ пн. ш. 30°36′0″ сх. д. / 50.44444° пн. ш. 30.60000° сх. д.            |                                                   |                                               | | |
| Церква Святого Духа                                                                |            | Сковороди Григорія вул., 4                                                           | 50°27′56″ пн. ш. 30°31′14″ сх. д. / 50.46556° пн. ш. 30.52056° сх. д.           | 1630-ті                                           |                                               | | |
| Церква Святого Серафима Саровського                                                |            | Велика Житомирська вул., 33-А                                                        | 50°27′17″ пн. ш. 30°30′32″ сх. д. / 50.45472° пн. ш. 30.50889° сх. д.           |                                                   |                                               | | |
| Церква Успіння Богородиці Пирогощі                                                 |            | Контрактова пл., 1                                                                   | 50°27′47″ пн. ш. 30°30′59″ сх. д. / 50.46306° пн. ш. 30.51639° сх. д.           |                                                   |                                               | давньоруський стиль | |
| Церква Феодосія Печерського                                                        |            | Лаврська вул., 32                                                                    | 50°25′59″ пн. ш. 30°33′17″ сх. д. / 50.43306° пн. ш. 30.55472° сх. д.           |                                                   |                                               | | Феодосіївський ставропігійний чоловічий монастир |
| Церква ікони Божої Матері «Знамення»                                               |            | Валерія Лобановського пр-т, 2                                                        | 50°25′26″ пн. ш. 30°27′42″ сх. д. / 50.42389° пн. ш. 30.46167° сх. д.           | 2003 р.                                           | Ю. Лосицький                                  | український модерн | на території пологового будинку № 5 |
| Каплиця Покрова Богоматері                                                         |            | пр-т Повітряних Сил, 24                                                              | 50°25′49″ пн. ш. 30°28′2″ сх. д. / 50.43028° пн. ш. 30.46722° сх. д.            | 2008                                              |                                               | | на території Національної академії оборони України |
| Храм Св. Архистратига Михаїла                                                      |            | Національний музей народної архітектури та побуту України. вул. Академіка Тронька, 1 | 50°21′20.9″ пн. ш. 30°30′27.4″ сх. д. / 50.355806° пн. ш. 30.507611° сх. д.     | 1600                                              |                                               | | Сайт [Архівовано 23 квітня 2016 у Wayback Machine.] |
| Гарнізонний храм святого Миколая                                                   |            | Академіка Тронька вул., 1                                                            |                                                                                 | 1763 (в 2016 перезвезено в Київ)                  |                                               | | на території національного музею народної архітектури та побуту України                                                                                                  |
| Храм святих новомучеників українських                                              |            | Сковороди Григорія вул., 12                                                          | 50°28′2″ пн. ш. 30°31′22″ сх. д. / 50.46722° пн. ш. 30.52278° сх. д.            |                                                   |                                               | | до об'єднавчого собору 2018 р. УАПЦ |
| Церква Миколи Набережного                                                          |            | Сковороди Григорія вул., 12                                                          | 50°28′2″ пн. ш. 30°31′23″ сх. д. / 50.46722° пн. ш. 30.52306° сх. д.            | XVIII ст.                                         |                                               | українське бароко | до об'єднавчого собору 2018 р. УАПЦ |
| Каплиця Різдва Пресвятої Богородиці                                                |            | Якуба Коласа вул., 27-А                                                              | 50°26′16″ пн. ш. 30°22′57″ сх. д. / 50.43778° пн. ш. 30.38250° сх. д.           | 2008                                              |                                               | | до об'єднавчого собору 2018 р. УАПЦ |
| Храм блаженної Ксенії Петербурзької                                                |            | вул. Чорних Запорожців, 26                                                           | 50°28′39″ пн. ш. 30°36′15″ сх. д. / 50.47750° пн. ш. 30.60417° сх. д.           |                                                   |                                               | | до об'єднавчого собору 2018 р. УАПЦ |
| Преображенський собор на Теремках                                                  |            | Самійла Кішки вул., 3-а                                                              | 50°22′49″ пн. ш. 30°27′34″ сх. д. / 50.38028° пн. ш. 30.45944° сх. д.           | 2005-2007                                         | В. Жежерін                                    | модернізм, еклектика | до об'єднавчого собору 2018 р. УПЦ (МП) побудований УАПЦ |
| Церква святого Юрія Переможця                                                      |            | Київ                                                                                 |                                                                                 | 2003                                              |                                               | | |
| Храм апостола та євангеліста Луки                                                  |            | Майбороди Платона вул., 19                                                           | 50°28′7″ пн. ш. 30°28′36″ сх. д. / 50.46861° пн. ш. 30.47667° сх. д.            | 2005                                              |                                               | | на території поліклініки ГУ МВД в м. Києві. До 2023 р. РПЦвУ |
| Церква святих мучеників Бориса і Гліба                                             |            | Вулиця Івана Виговського                                                             |                                                                                 | будується з 2021 року                             |                                               | | |
| Храм святого Юрія Переможця                                                        |            | Бортничі                                                                             |                                                                                 | 2024                                              |                                               | | |
| Каплиця святого великомученика Юрія Переможця                                      |            | вулиця Героїв Оборони, 15                                                            |                                                                                 | 2025                                              |                                               | | на території Національного університету біоресурсів і природокористування України                                                                                        |

#### Українська православна церква (Московський патріархат)
| Назва | Зображення | Адреса                                                      | Координати                                                                      | Дата спорудження                            | Архітектор                                      | Стиль                                      | Примітки |
| --- | ---------- | ----------------------------------------------------------- | ------------------------------------------------------------------------------- | ------------------------------------------- | ----------------------------------------------- | ------------------------------------------ | --- |
| Успенська Києво-Печерська лавра                                                                                   |            | Лаврська вул., 5                                            | 50°26′03″ пн. ш. 30°33′33″ сх. д. / 50.43417° пн. ш. 30.55917° сх. д.           | XI століття                                 |                                                 |                                            | |
| Церква Всіх Святих над Економічною брамою                                                                         |            | Лаврська вул., 15                                           | 50°26′10″ пн. ш. 30°33′22″ сх. д. / 50.43611° пн. ш. 30.55611° сх. д.           | 1698                                        |                                                 |                                            | входить до комплексу Києво-Печерської лаври                                                                         |
| Церква ікони Божої Матері «Всіх скорботних радість» на гостиному дворі                                            |            | Лаврська вул.                                               | 50°26′01″ пн. ш. 30°33′27.9″ сх. д. / 50.43361° пн. ш. 30.557750° сх. д.        | сер. XIX ст.                                |                                                 |                                            | входить до комплексу Києво-Печерської лаври, лікарняна церква                                                       |
| Хрестовоздвиженська церква з дзвіницею на Ближніх печерах                                                         |            | Лаврська вул.                                               | 50°26′02″ пн. ш. 30°33′40″ сх. д. / 50.43389° пн. ш. 30.56111° сх. д.           | 1700                                        |                                                 |                                            | входить до комплексу Києво-Печерської лаври                                                                         |
| Аннозачатіївська церква на Дальніх печерах                                                                        |            | Лаврська вул.                                               | 50°25′57″ пн. ш. 30°33′46″ сх. д. / 50.43250° пн. ш. 30.56278° сх. д.           | 1679                                        |                                                 |                                            | входить до комплексу Києво-Печерської лаври                                                                         |
| Церква Різдва Пресвятої Богородиці з дзвіницею на Дальніх печерах                                                 |            | Лаврська вул.                                               | 50°25′55″ пн. ш. 30°33′44″ сх. д. / 50.43194° пн. ш. 30.56222° сх. д.           | 1696                                        |                                                 |                                            | входить до комплексу Києво-Печерської лаври                                                                         |
| Храм на честь преподобного Сергія Радонезького                                                                    |            | Лаврська вул.                                               | 50°26′00″ пн. ш. 30°33′20.2″ сх. д. / 50.43333° пн. ш. 30.555611° сх. д.        | 1880                                        | В. Сичугов                                      | цегляний                                   | входить до комплексу Києво-Печерської лаври                                                                         |
| Печерна церква Преподобного Антонія Печерського                                                                   |            | Ближні печери, біля келії преподобного Антонія              |                                                                                 | XVI—XIX ст.                                 |                                                 |                                            | входить до комплексу Києво-Печерської лаври                                                                         |
| Печерна церква Введення у храм Пресвятої Богородиці                                                               |            | Ближні печери                                               |                                                                                 | XI—XIX ст.                                  |                                                 |                                            | входить до комплексу Києво-Печерської лаври                                                                         |
| Печерна церква Преподобного Варлаама                                                                              |            | Ближні печери                                               |                                                                                 | 1691 — XIX ст.                              |                                                 |                                            | входить до комплексу Києво-Печерської лаври                                                                         |
| Печерна церква Благовіщення Пресвятої Богородиці                                                                  |            | Дальні печери                                               |                                                                                 | XI—XX ст.                                   |                                                 |                                            | входить до комплексу Києво-Печерської лаври                                                                         |
| Печерна церква Преподобного Феодосія Печерського                                                                  |            | Дальні печери                                               |                                                                                 | XVII—XIX ст.                                |                                                 |                                            | входить до комплексу Києво-Печерської лаври                                                                         |
| Печерна церква Різдва Христового                                                                                  |            | Дальні печери                                               |                                                                                 | XI—XIX ст.                                  |                                                 |                                            | входить до комплексу Києво-Печерської лаври                                                                         |
| Воскресенська («Афганська») церква                                                                                |            | Лаврська вул., 17                                           | 50°25′57″ пн. ш. 30°33′25″ сх. д. / 50.43250° пн. ш. 30.55694° сх. д.           | 1701-1705                                   |                                                 | українське бароко                          | входить до комплексу Києво-Печерської лаври                                                                         |
| Свято-Благовіщенський чоловічий монастир у Бортничах                                                              |            | Промисловий пров., 8                                        | 50°22′12″ пн. ш. 30°41′59″ сх. д. / 50.37000° пн. ш. 30.69972° сх. д.           | 2005                                        |                                                 |                                            | сайт [Архівовано 15 березня 2022 у Wayback Machine.]                                                                |
| Свято-Введенський чоловічий монастир                                                                              |            | вул. Князів Острозьких, 42                                  | 50°26′1.6″ пн. ш. 30°32′40.6″ сх. д. / 50.433778° пн. ш. 30.544611° сх. д.      | 1878                                        |                                                 |                                            | |
| Покровський Голосіївський чоловічий монастир (Голосіївська пустинь)                                               |            | Пустинська вул., 14                                         | 50°22′42″ пн. ш. 30°30′36″ сх. д. / 50.37833° пн. ш. 30.51000° сх. д.           | 1631 р. (заснування); 1993 р. (відновлення) | В. Хромченков, О. Нікітіна (проект), Г. Гречина | російський                                 | |
| Церква ікони Божої Матері «Живоносне джерело»                                                                     |            | Пустинська вул., 14                                         | 50°22′42.7″ пн. ш. 30°30′38.8″ сх. д. / 50.378528° пн. ш. 30.510778° сх. д.     | 1999-2005                                   | В. Хромченко (проект), Г. Гречина               |                                            | входить до комплексу Голосіївської пустині                                                                          |
| Церква преподобного Іоана Сочавського                                                                             |            | Пустинська вул., 14                                         | 50°22′41.6″ пн. ш. 30°30′36.2″ сх. д. / 50.378222° пн. ш. 30.510056° сх. д.     |                                             |                                                 | російський                                 | входить до комплексу Голосіївської пустині                                                                          |
| Каплиця святого Миколая на вшанування матінки Аліпії                                                              |            | Пустинська вул., 14                                         | 50°22′41.8″ пн. ш. 30°30′26.7″ сх. д. / 50.378278° пн. ш. 30.507417° сх. д.     |                                             |                                                 | російський                                 | входить до комплексу Голосіївської пустині                                                                          |
| Архангело-Михайлівський Звіринецький монастир                                                                     |            | Ломаківська вул., 20-22                                     | 50°25′16″ пн. ш. 30°33′21″ сх. д. / 50.42111° пн. ш. 30.55583° сх. д.           | 1910-ті рр.; 2007                           | О. Кругляк                                      | візантійський                              | |
| Храм Преподобних Звіринецьких                                                                                     |            | Ломаківська вул., 20-22                                     | 50°25′15.9″ пн. ш. 30°33′22.9″ сх. д. / 50.421083° пн. ш. 30.556361° сх. д.     | 2007-2010                                   |                                                 | візантійський                              | входить до комплексу Архангело-Михайлівського Звіринецького монастиря                                               |
| Храм ікони Божої Матері «Всіх скорботних радість»                                                                 |            | Ломаківська вул., 20-22                                     | 50°25′16.3″ пн. ш. 30°33′21.4″ сх. д. / 50.421194° пн. ш. 30.555944° сх. д.     |                                             |                                                 | візантійський                              | входить до комплексу Архангело-Михайлівського Звіринецького монастиря                                               |
| Троїцький Китаївський чоловічий монастир (Китаївська пустинь)                                                     |            | Китаївська вул., 15                                         | 50°22′1″ пн. ш. 30°32′32″ сх. д. / 50.36694° пн. ш. 30.54222° сх. д.            | 1716 — XIX ст.                              |                                                 |                                            | |
| Свято-Троїцька церква                                                                                             |            | Китаївська вул., 15                                         | 50°22′00″ пн. ш. 30°32′32″ сх. д. / 50.36667° пн. ш. 30.54222° сх. д.           | 1767                                        | П. Нейолов                                      | українське бароко                          | входить до комплексу Китаївської пустині                                                                            |
| Церква Дванадцяти Апостолів                                                                                       |            | Китаївська вул., 15                                         | 50°22′1″ пн. ш. 30°32′29″ сх. д. / 50.36694° пн. ш. 30.54139° сх. д.            | 1832-1833                                   |                                                 | класицизм                                  | входить до комплексу Китаївської пустині                                                                            |
| Церква Преподобного Серафима Саровського                                                                          |            | Китаївська вул., 32/1                                       | 50°22′03″ пн. ш. 30°32′24.9″ сх. д. / 50.36750° пн. ш. 30.540250° сх. д.        | 1904                                        |                                                 |                                            | входить до комплексу Китаївської пустині                                                                            |
| Печерна церква Собору Пресвятої Богородиці                                                                        |            |                                                             | 50°22′6.7″ пн. ш. 30°32′39.2″ сх. д. / 50.368528° пн. ш. 30.544222° сх. д.      | 2-га пол. XIX ст.                           |                                                 |                                            | входить до комплексу Китаївської пустині                                                                            |
| Свято-Покровський жіночий монастир                                                                                |            | Бехтеревський пров., 15                                     | 50°27′32″ пн. ш. 30°29′37″ сх. д. / 50.45889° пн. ш. 30.49361° сх. д.           | 11 січня 1889                               |                                                 |                                            | |
| Миколаївський собор                                                                                               |            | Бехтеревський пров., 15                                     | 50°27′30″ пн. ш. 30°29′37″ сх. д. / 50.45833° пн. ш. 30.49361° сх. д.           | 1896-1911                                   | В. Ніколаєв                                     | російський                                 | входить до комплексу Покровського монастиря                                                                         |
| Покровська церква                                                                                                 |            | Бехтеревський пров., 15                                     | 50°27′30″ пн. ш. 30°29′37″ сх. д. / 50.45833° пн. ш. 30.49361° сх. д.           | 1889 р.                                     | В. Ніколаєв                                     | російський                                 | |
| Церква преподобного Агапіта Печерського                                                                           |            | Бехтеревський пров., 15                                     | 50°27′35.4″ пн. ш. 30°29′38″ сх. д. / 50.459833° пн. ш. 30.49389° сх. д.        | 1897-1898 рр.                               | В. Ніколаєв                                     | російський                                 | |
| Різдва Пресвятої Богородиці («Гнилецький») чоловічий монастир                                                     |            | Церковщина (урочище)                                        | 50°19′16″ пн. ш. 30°32′5″ сх. д. / 50.32111° пн. ш. 30.53472° сх. д.            | XI ст.; 1900-1902                           |                                                 |                                            | |
| Храм святого Миколая                                                                                              |            | Церковщина (урочище)                                        | 50°19′16″ пн. ш. 30°32′5″ сх. д. / 50.32111° пн. ш. 30.53472° сх. д.            |                                             |                                                 |                                            | входить до комплексу монастиря Різдва Пресвятої Богородиці                                                          |
| Печерна церква преподобного Феодосія Печерського                                                                  |            | Церковщина (урочище)                                        | 50°19′16″ пн. ш. 30°32′5″ сх. д. / 50.32111° пн. ш. 30.53472° сх. д.            |                                             |                                                 |                                            | входить до комплексу монастиря Різдва Пресвятої Богородиці                                                          |
| Свято-Духівський скит на Троєщині                                                                                 |            | Митрополита Володимира Сабодана вул., 2                     | 50°30′35″ пн. ш. 30°35′11.1″ сх. д. / 50.50972° пн. ш. 30.586417° сх. д.        | 1997                                        |                                                 |                                            | |
| Свято-Троїцький Іонинський чоловічий монастир                                                                     |            | Садово-Ботанічна вул., 1                                    | 50°24′56″ пн. ш. 30°33′46″ сх. д. / 50.41556° пн. ш. 30.56278° сх. д.           | 1864 р.; 1995 р.                            |                                                 |                                            | |
| Свято-Троїцький соборний храм                                                                                     |            | Садово-Ботанічна вул., 1                                    | 50°24′56″ пн. ш. 30°33′49″ сх. д. / 50.41556° пн. ш. 30.56361° сх. д.           | 1871-1872 рр.                               | І. Антонов                                      |                                            | |
| Свято-Пантелеймонівський жіночий монастир                                                                         |            | Лебедєва Академіка вул., 19-27                              | 50°20′41.5″ пн. ш. 30°29′18.8″ сх. д. / 50.344861° пн. ш. 30.488556° сх. д.     | 1905                                        |                                                 |                                            | |
| Пантелеймонівський собор                                                                                          |            | Лебедєва Академіка вул., 19                                 | 50°20′41″ пн. ш. 30°29′15″ сх. д. / 50.34472° пн. ш. 30.48750° сх. д.           | 1905-1914                                   |                                                 |                                            | входить до комплексу Свято-Пантелеймонівського жіночого монастиря                                                   |
| Церква Благовіщення Пресвятої Богородиці                                                                          |            | Лебедєва Академіка вул., 19-27                              | 50°20′39″ пн. ш. 30°29′17″ сх. д. / 50.34417° пн. ш. 30.48806° сх. д.           |                                             |                                                 |                                            | входить до комплексу Свято-Пантелеймонівського жіночого монастиря                                                   |
| Всіхсвятська церква                                                                                               |            | Лебедєва Академіка вул., 19-27                              | 50°20′52″ пн. ш. 30°29′18″ сх. д. / 50.34778° пн. ш. 30.48833° сх. д.           | 1866-1867 рр.                               |                                                 |                                            | входить до комплексу Свято-Пантелеймонівського жіночого монастиря                                                   |
| Вознесенський Флорівський жіночий монастир                                                                        |            | Фролівська вул., 6/8                                        | 50°27′47″ пн. ш. 30°30′48″ сх. д. / 50.46306° пн. ш. 30.51333° сх. д.           | XVII ст.                                    |                                                 |                                            | |
| Вознесенський собор                                                                                               |            | Фролівська вул., 6/8                                        | 50°27′47.8″ пн. ш. 30°30′48.1″ сх. д. / 50.463278° пн. ш. 30.513361° сх. д.     | 1722-1732 рр.                               |                                                 |                                            | входить до комплексу Флорівського монастиря                                                                         |
| Трапезний храм святого Миколая                                                                                    |            | Фролівська вул., 6/8                                        | 50°27′46.9″ пн. ш. 30°30′46.7″ сх. д. / 50.463028° пн. ш. 30.512972° сх. д.     | 1695 р.; 1819 р. (надбудова)                |                                                 |                                            | входить до комплексу Флорівського монастиря                                                                         |
| Воскресенська церква                                                                                              |            | Фролівська вул., 6/8                                        | 50°27′46.9″ пн. ш. 30°30′44.8″ сх. д. / 50.463028° пн. ш. 30.512444° сх. д.     | 1824                                        | А. Меленський                                   | класицизм                                  | входить до комплексу Флорівського монастиря                                                                         |
| Церква ікони Божої Матері Казанської                                                                              |            | Фролівська вул., 6/8                                        | 50°27′45.7″ пн. ш. 30°30′51.1″ сх. д. / 50.462694° пн. ш. 30.514194° сх. д.     | 1840-1844                                   | П. Спарро                                       | візантійський                              | входить до комплексу Флорівського монастиря                                                                         |
| Церква преподобного Агапіта Печерського на Вигурівщині-Троєщині (парафії на честь ікони Божої Матері «Всецариця») |            | Милославська вул.                                           | 50°31′46″ пн. ш. 30°37′11″ сх. д. / 50.52944° пн. ш. 30.61972° сх. д.           |                                             |                                                 |                                            | |
| Церква Агапіта Печерського                                                                                        |            | Берестейський пр-т, 40-Б (інша адреса — Зоологічна вул., 3) | 50°27′17.3″ пн. ш. 30°27′23.7″ сх. д. / 50.454806° пн. ш. 30.456583° сх. д.     | 2006                                        |                                                 |                                            | спільна парафія із церквою Луки Кримського в Пушкінському парку                                                     |
| Храм Адріана та Наталії                                                                                           |            | Кубанської України вул., 10                                 | 50°28′59″ пн. ш. 30°38′18″ сх. д. / 50.48306° пн. ш. 30.63833° сх. д.           | 2001—2009                                   | Г. Занько                                       |                                            | |
| Каплиця Андрія Первозванного                                                                                      |            | Андрія Первозванного пл., 1                                 | 50°26′33″ пн. ш. 30°33′10″ сх. д. / 50.44250° пн. ш. 30.55278° сх. д.           | 2000                                        | М. Жариков                                      |                                            | |
| Благовіщенський собор у Святошині                                                                                 |            | Берестейський пр-т, 111                                     | 50°27′19″ пн. ш. 30°22′10″ сх. д. / 50.45528° пн. ш. 30.36944° сх. д.           | 1999—2011                                   | С. Штуков                                       |                                            | сайт |
| Свято-Троїцький храм на Жилянській (на місці зруйнованої Троїцької церкви)                                        |            | вул. Жилянська, 4                                           | 50°26′2.9″ пн. ш. 30°31′3.4″ сх. д. / 50.434139° пн. ш. 30.517611° сх. д.       | 2017-2020                                   | О. Кругляк, О. Калиновський                     |                                            | сайт [Архівовано 23 грудня 2020 у Wayback Machine.]                                                                 |
| Церкви Богоявлення та святих Жон-Мироносиць на Позняках                                                           |            | Григоренка Петра пр-т, 3-А                                  | 50°24′51.5″ пн. ш. 30°37′48.1″ сх. д. / 50.414306° пн. ш. 30.630028° сх. д.     |                                             | 2009                                            |                                            | |
| Церква святого мученика Валерія Мелітінського                                                                     |            | Броварський пр-т (Гідропарк)                                | 50°26′30.8″ пн. ш. 30°34′40.7″ сх. д. / 50.441889° пн. ш. 30.577972° сх. д.     | 2007                                        |                                                 |                                            | |
| Церква Введення в храм Пресвятої Богородиці                                                                       |            | Почайнинська вул., 27/44                                    | 50°28′13″ пн. ш. 30°31′0″ сх. д. / 50.47028° пн. ш. 30.51667° сх. д.            | 1718 р.; 1882-1885 рр.; 2005—               |                                                 |                                            | |
| Церква «Обиденна» Введення в храм Пресвятої Богородиці на Теремках                                                |            | Глушкова Академіка пр-т, 17-б                               | 50°21′59″ пн. ш. 30°27′29″ сх. д. / 50.36639° пн. ш. 30.45806° сх. д.           | 3 грудня 2008; 2011 р. (прибудова)          |                                                 |                                            | |
| Церква-каплиця мучениць Віри, Надії, Любові та матері їх Софії при парафії святого Іоанна Богослова на Позняках   |            | Гришка Михайла вул., 1                                      | 50°23′48.4″ пн. ш. 30°37′48.6″ сх. д. / 50.396778° пн. ш. 30.630167° сх. д.     | 2002                                        |                                                 |                                            | парафія святого Іоанна Богослова                                                                                    |
| Церква Вознесіння Господнього (Деміївка)                                                                          |            | Голосіївський пр-т, 54                                      | 50°24′6″ пн. ш. 30°30′49″ сх. д. / 50.40167° пн. ш. 30.51361° сх. д.            | 1882                                        | Є. Єрмаков                                      | псевдоросійський                           | сайт |
| Церква рівноапостольного князя Володимира                                                                         |            | Набережне шосе (Наводницький парк)                          | 50°25′39″ пн. ш. 30°34′7″ сх. д. / 50.42750° пн. ш. 30.56861° сх. д.            | 2007                                        |                                                 |                                            | |
| Церква святого Володимира при Свято-Володимирському духовно-просвітницькому центрі                                |            | Антоновича вул., 115 (Володимирський ринок)                 | 50°25′20″ пн. ш. 30°31′6″ сх. д. / 50.42222° пн. ш. 30.51833° сх. д.            | 2005                                        |                                                 |                                            | |
| Церква Воскресіння Словущого                                                                                      |            | Байкова вул., 16                                            | 50°24′55″ пн. ш. 30°30′15″ сх. д. / 50.41528° пн. ш. 30.50417° сх. д.           | 2008                                        |                                                 |                                            | на території крематорія                                                                                             |
| Собор Воскресіння Христового (Київ)                                                                               |            | Залізничне шосе, 3                                          | 50°24′31″ пн. ш. 30°31′39″ сх. д. / 50.40861° пн. ш. 30.52750° сх. д.           | будується з 2010 року                       | В.Ісак, О. Калиновський                         |                                            | |
| Храм Всіх Святих комплексу Кафедрального собору Воскресіння Христового                                            |            | Залізничне шосе, 3                                          | 50°24′29″ пн. ш. 30°31′34″ сх. д. / 50.40806° пн. ш. 30.52611° сх. д.           | 2008                                        |                                                 |                                            | входить до комплексу Кафедрального собору Воскресіння Христового                                                    |
| Церква Воскресіння Господнього                                                                                    |            | Райдужна вул., 4-А                                          | 50°29′28″ пн. ш. 30°35′4″ сх. д. / 50.49111° пн. ш. 30.58444° сх. д.            | 1999-2000                                   |                                                 |                                            | |
| Церква Воскресіння Христового                                                                                     |            | Крайня вул., 3                                              | 50°30′1″ пн. ш. 30°38′4″ сх. д. / 50.50028° пн. ш. 30.63444° сх. д.             | 1992                                        |                                                 |                                            | на Лісовому цвинтарі                                                                                                |
| Церква Георгія Побідоносця                                                                                        |            | Бердичівська вул., 1                                        | 50°27′32″ пн. ш. 30°28′41″ сх. д. / 50.45889° пн. ш. 30.47806° сх. д.           | 2000                                        | О. Стукалов                                     |                                            | на території шпиталю МВД                                                                                            |
| Церква Георгія Побідоносця                                                                                        |            | Кірпи Георгія вул., 1                                       | 50°26′17″ пн. ш. 30°29′10″ сх. д. / 50.43806° пн. ш. 30.48611° сх. д.           | 2001                                        | С. Юнаков                                       |                                            | |
| Церква святого Димитрія Ростовського та святих Костянтина та Єлени                                                |            | Щекавицька вул., 6/8                                        | 50°28′3″ пн. ш. 30°30′31″ сх. д. / 50.46750° пн. ш. 30.50861° сх. д.            | XVIII ст.                                   |                                                 |                                            | |
| Церква великомученика Димитрія Солунського                                                                        |            | пр-т Повітряних Сил, 1 (Жуляни)                             | 50°23′34″ пн. ш. 30°26′18″ сх. д. / 50.39278° пн. ш. 30.43833° сх. д.           | 1862                                        | К. Тон                                          | еклектичний з елементами псевдоросійського | сайт [Архівовано 4 січня 2014 у Wayback Machine.]                                                                   |
| Церква святої Катерини                                                                                            |            | Дорогожицька вул.                                           | 50°28′5″ пн. ш. 30°27′14″ сх. д. / 50.46806° пн. ш. 30.45389° сх. д.            |                                             |                                                 |                                            | Лук'янівське кладовище                                                                                              |
| Церква святої Єфросинії Полоцької на Володимирському ринку                                                        |            | Антоновича вул., 115                                        | 50°25′15″ пн. ш. 30°31′07″ сх. д. / 50.42083° пн. ш. 30.51861° сх. д.           | 2001                                        |                                                 |                                            | |
| Церква Зачаття Іоанна Хрестителя                                                                                  |            | Чорнобильська вул., 15-А                                    | 50°27′39″ пн. ш. 30°20′42″ сх. д. / 50.46083° пн. ш. 30.34500° сх. д.           | 2006—2011                                   |                                                 |                                            | |
| Церква ікони Божої Матері Володимирської на Виноградарі                                                           |            | Гонгадзе Георгія пр-т                                       | 50°30′52″ пн. ш. 30°24′55″ сх. д. / 50.51444° пн. ш. 30.41528° сх. д.           | 2008-2010                                   |                                                 |                                            | |
| Церква ікони Божої Матері Володимирської на Лук'янівці                                                            |            | Січових Стрільців вул., 86-88                               | 50°27′36″ пн. ш. 30°29′8″ сх. д. / 50.46000° пн. ш. 30.48556° сх. д.            | 2007—2010                                   | О. Кругляк                                      |                                            | |
| Церква ікони Божої Матері «Всецариця»                                                                             |            | Милославська вул.                                           | 50°31′45.8″ пн. ш. 30°37′11.8″ сх. д. / 50.529389° пн. ш. 30.619944° сх. д.     | 2013—                                       |                                                 |                                            | |
| Церква ікони Божої Матері «Всецариця-Пантанасса»                                                                  |            | Ризька вул., 1                                              | 50°28′16″ пн. ш. 30°26′17″ сх. д. / 50.47111° пн. ш. 30.43806° сх. д.           | 2001                                        |                                                 |                                            | |
| Церква ікони Божої Матері «Усіх скорботних радосте»                                                               |            | Привокзальна вул., 2                                        | 50°25′37″ пн. ш. 30°38′17″ сх. д. / 50.42694° пн. ш. 30.63806° сх. д.           | 2007                                        |                                                 |                                            | парафія Святителя Феодосія Чернігівського                                                                           |
| Церква ікони Божої Матері «Знамення»                                                                              |            | Табірна вул., 28                                            | 50°27′42″ пн. ш. 30°25′44″ сх. д. / 50.46167° пн. ш. 30.42889° сх. д.           | 1913 р., зруйнована у 1930-х рр; 2010 р.    |                                                 |                                            | |
| Церква ікони Божої Матері «Казанська»                                                                             |            | Тростянецька вул.                                           | 50°25′23″ пн. ш. 30°39′59″ сх. д. / 50.42306° пн. ш. 30.66639° сх. д.           | 2006-2007                                   |                                                 |                                            | |
| Церква-каплиця ікони Божої Матері «Рятувальниця потопаючих» біля Лівобережного ринку                              |            | Євгена Сверстюка вул.                                       | 50°27′2″ пн. ш. 30°35′57″ сх. д. / 50.45056° пн. ш. 30.59917° сх. д.            | 2009                                        |                                                 |                                            | Належить Благовіщенському чоловічому монастирю в Бортничах                                                          |
| Церква ікони Божої Матері «Пом'якшення злих сердець»                                                              |            | Щусєва вул., 12-А                                           | 50°28′33″ пн. ш. 30°26′43″ сх. д. / 50.47583° пн. ш. 30.44528° сх. д.           | 2008                                        |                                                 |                                            | належить парафії святого Петра Могили                                                                               |
| Церква на честь ікони Божої Матері «Усіх скорботних радосте»                                                      |            | Стеценка вул., 18                                           | 50°29′24″ пн. ш. 30°23′36″ сх. д. / 50.49000° пн. ш. 30.39333° сх. д.           |                                             |                                                 |                                            | на території Міського кладовища                                                                                     |
| Церква ікони Божої Матері «Цілительниця»                                                                          |            | Братиславська вул., 3                                       | 50°28′19.1″ пн. ш. 30°37′14.8″ сх. д. / 50.471972° пн. ш. 30.620778° сх. д.     | 2002                                        | А. Давидов                                      |                                            | при лікарні швидкої допомоги                                                                                        |
| Церква пророка Іллі                                                                                               |            | Почайнинська вул., 2                                        | 50°27′59″ пн. ш. 30°31′27″ сх. д. / 50.46639° пн. ш. 30.52417° сх. д.           | XVII століття                               |                                                 |                                            | |
| Церква святого апостола і євангеліста Іоанна Богослова (споруджується)                                            |            | Гришка Михайла вул., 1                                      | 50°23′48.4″ пн. ш. 30°37′48.6″ сх. д. / 50.396778° пн. ш. 30.630167° сх. д.     | 2001—                                       | А. Фролов                                       |                                            | парафія святого Іоанна Богослова                                                                                    |
| Церква Іоанна Кронштадтського                                                                                     |            | Дениса Антіпова вул.                                        | 50°24′53″ пн. ш. 30°40′11″ сх. д. / 50.41472° пн. ш. 30.66972° сх. д.           | 2006—                                       | А. Давидов                                      |                                            | |
| Церква святого Іоасафа Білгородського                                                                             |            | Валерія Марченка пл.                                        | 50°28′57″ пн. ш. 30°24′14″ сх. д. / 50.48250° пн. ш. 30.40389° сх. д.           | 2009                                        |                                                 |                                            | |
| Каплиця Блаженної Ксенії Петербурзької на Святошинському кладовищі                                                |            | Велика Окружна вул., 14-А                                   | 50°26′53.2″ пн. ш. 30°21′31.2″ сх. д. / 50.448111° пн. ш. 30.358667° сх. д.     |                                             |                                                 |                                            | на території Святошинського цвинтаря                                                                                |
| Церква святих Косьми та Даміана                                                                                   |            | Кондратюка Юрія вул., 8-А                                   | 50°31′27″ пн. ш. 30°27′47″ сх. д. / 50.52417° пн. ш. 30.46306° сх. д.           | 2008-2016                                   | О. Калиновський, В.Ісак                         | Класичний                                  | при Міському консультативно-діагностичному центрі                                                                   |
| Церква праведного Лазаря Чотириденного                                                                            |            | Колоскова вул., 6                                           | 50°24′22″ пн. ш. 30°28′33″ сх. д. / 50.40611° пн. ш. 30.47583° сх. д.           | 2007                                        |                                                 |                                            | біля Совського кладовища                                                                                            |
| Церква Луки Кримського                                                                                            |            | Берестейський пр-т, 40-Б (інша адреса — Зоологічна вул., 3) | 50°27′16.2″ пн. ш. 30°27′24.4″ сх. д. / 50.454500° пн. ш. 30.456778° сх. д.     | 2007-2009                                   | О. Калиновський, Р. Канюка                      | давньоруський                              | спільна парафія з церквою Агапіта Печерського в Пушкінському парку                                                  |
| Свято-Макаріївська церква                                                                                         |            | Стара Поляна вул., 46                                       | 50°28′3″ пн. ш. 30°29′30″ сх. д. / 50.46750° пн. ш. 30.49167° сх. д.            | 1897                                        | Є. Єрмаков                                      | російський                                 | |
| Церква Миколая Чудотворця                                                                                         |            | Драгоманова вул., 1                                         | 50°24′58″ пн. ш. 30°38′12″ сх. д. / 50.41611° пн. ш. 30.63667° сх. д.           | 2010                                        |                                                 |                                            | |
| Церква святителя Миколая Мірлікійського                                                                           |            | Лабораторний пров., 18                                      | 50°25′39.7″ пн. ш. 30°31′38.3″ сх. д. / 50.427694° пн. ш. 30.527306° сх. д.     | 2000                                        |                                                 | у пристосованому приміщенні                | на території міської клінічної лікарні № 17                                                                         |
| Церква святителя Миколая Мірлікійського на Вигурівщині-Троєщині                                                   |            | Рональда Рейгана вул., 2-Б                                  | 50°30′7″ пн. ш. 30°36′23″ сх. д. / 50.50194° пн. ш. 30.60639° сх. д.            | 2008                                        |                                                 |                                            | |
| Церква святителя Миколая Мірлікійського                                                                           |            | Юрківська вул., 3                                           | 50°28′12″ пн. ш. 30°30′12″ сх. д. / 50.47000° пн. ш. 30.50333° сх. д.           | XII ст.; 2009                               | О. Кругляк                                      |                                            | сайт [Архівовано 13 грудня 2013 у Wayback Machine.]                                                                 |
| Миколо-Йорданська церква                                                                                          |            | Кирилівська вул., 47                                        | 50°28′18″ пн. ш. 30°29′41″ сх. д. / 50.47167° пн. ш. 30.49472° сх. д.           | 2004                                        |                                                 |                                            | |
| Церква святителя Миколая Мірлікійського біля Дарницького вокзалу                                                  |            | Привокзальна вул.                                           | 50°25′50″ пн. ш. 30°38′59″ сх. д. / 50.43056° пн. ш. 30.64972° сх. д.           | 2003-2007                                   |                                                 |                                            | у парку «Привокзальний»                                                                                             |
| Церква святителя Миколая Мірлікійського (на водах)                                                                |            | Набережно-Хрещатицька вул., 8-А                             | 50°27′52″ пн. ш. 30°31′33″ сх. д. / 50.46444° пн. ш. 30.52583° сх. д.           | 2004                                        | Ю. Лосицький, О. Мирошніченко                   | українське бароко                          | |
| Церква Миколи Святоші                                                                                             |            | вул. Катерини Гандзюк                                       | 50°27′38″ пн. ш. 30°38′42″ сх. д. / 50.46056° пн. ш. 30.64500° сх. д.           | 2007-2012                                   | Г. Рогожин                                      |                                            | нижній храм присвячено мученику Іоанну Воїну                                                                        |
| Церква святого Михаїла, митрополита Київського                                                                    |            | Шовковична вул., 39/1                                       | 50°26′21″ пн. ш. 30°31′35″ сх. д. / 50.43917° пн. ш. 30.52639° сх. д.           | 1893-1895, відбудовано 2002                 | В. Ніколаєв; П. Болюк (відбудова)               |                                            | сайт [Архівовано 3 січня 2014 у Wayback Machine.]                                                                   |
| Храмовий комплекс Архангела Михаїла «Чорнобильський» у Дарниці                                                    |            | Миру пр-т, 16                                               | 50°26′47″ пн. ш. 30°36′48″ сх. д. / 50.44639° пн. ш. 30.61333° сх. д.           | 1991—                                       | Д. Яблонський                                   |                                            | |
| Собор Архангела Михаїла                                                                                           |            | Миру пр-т, 16                                               | 50°26′46″ пн. ш. 30°36′51″ сх. д. / 50.44611° пн. ш. 30.61417° сх. д.           | 1995—                                       | І. Іваненко                                     | давньоруський                              | у складі храмового комплексу Архангела Михаїла                                                                      |
| Церква Входу Господнього в Єрусалим                                                                               |            | Миру пр-т, 16                                               | 50°26′47.4″ пн. ш. 30°36′47.2″ сх. д. / 50.446500° пн. ш. 30.613111° сх. д.     | 1990-1991                                   | Д. Яблонський                                   | українське бароко                          | у складі храмового комплексу Архангела Михаїла                                                                      |
| Церква Великомученика Георгія Побідоносця                                                                         |            | Миру пр-т, 16                                               | 50°26′45″ пн. ш. 30°36′49″ сх. д. / 50.44583° пн. ш. 30.61361° сх. д.           | 1997-1998                                   | В. Гусаков                                      | давньоруський                              | у складі храмового комплексу Архангела Михаїла                                                                      |
| Храм-хрещальня |            | Миру пр-т, 16                                               | 50°26′46″ пн. ш. 30°36′46.5″ сх. д. / 50.44611° пн. ш. 30.612917° сх. д.        | 1993-1994                                   | Д. Яблонський                                   | бароко                                     | у складі храмового комплексу Архангела Михаїла                                                                      |
| Церква Нерукотворного образу Господнього на Борщагівці                                                            |            | Курінного Петра вул., 2-А                                   | 50°26′8″ пн. ш. 30°23′12″ сх. д. / 50.43556° пн. ш. 30.38667° сх. д.            | 2006—2010                                   | О. Ружицький                                    |                                            | парафія Трьох Святителів; сайт                                                                                      |
| Храм-каплиця святих Новомучеників на Лук'янівському кладовищі                                                     |            | Дорогожицька вул.                                           | 50°28′6.6″ пн. ш. 30°27′15″ сх. д. / 50.468500° пн. ш. 30.45417° сх. д.         |                                             |                                                 |                                            | |
| Церква Благовірного Олега Брянського                                                                              |            | Здолбунівська вул., 33-А                                    | 50°25′21″ пн. ш. 30°38′14″ сх. д. / 50.42250° пн. ш. 30.63722° сх. д.           | 2009                                        |                                                 |                                            | сайт [Архівовано 3 грудня 2013 у Wayback Machine.]                                                                  |
| Училищний храм святого Олександра Невського                                                                       |            | Велика Житомирська вул., 2                                  | 50°27′21.8″ пн. ш. 30°31′11.7″ сх. д. / 50.456056° пн. ш. 30.519917° сх. д.     | 1873                                        |                                                 |                                            | |
| Собор святої Ольги                                                                                                |            | Вербицького Архітектора вул., 3-Г                           | 50°24′39.8″ пн. ш. 30°39′15.5″ сх. д. / 50.411056° пн. ш. 30.654306° сх. д.     | 2004-2013                                   | А. Аніщенко                                     |                                            | входить до комплексу парафії святої Ольги                                                                           |
| Церква святого Всеволода-Гавріїла                                                                                 |            | Вербицького Архітектора вул., 3-Г                           | 50°24′41″ пн. ш. 30°39′16″ сх. д. / 50.41139° пн. ш. 30.65444° сх. д.           | 1997-1998                                   | А. Аніщенко                                     | візантійський                              | входить до комплексу парафії святої Ольги                                                                           |
| Церква Цілителя Пантелеймона                                                                                      |            | Сверстюка Євгена вул., 8-Б                                  | 50°26′53″ пн. ш. 30°35′56″ сх. д. / 50.44806° пн. ш. 30.59889° сх. д.           | 2006                                        |                                                 |                                            | |
| Церква Цілителя Пантелеймона на ДВРЗ                                                                              |            | Марганецька вул., 22                                        | 50°27′6″ пн. ш. 30°40′43″ сх. д. / 50.45167° пн. ш. 30.67861° сх. д.            | 2010                                        | М. Фрейберчук                                   |                                            | |
| Церква Цілителя Пантелеймона на Осокорках                                                                         |            | Зарічна вул., 44-А                                          | 50°23′34″ пн. ш. 30°35′18.3″ сх. д. / 50.39278° пн. ш. 30.588417° сх. д.        | 2006                                        |                                                 |                                            | парафія святого Іоанна Богослова                                                                                    |
| Храм апостолів Петра і Павла                                                                                      |            | Олександра Бринжали вул., 54                                | 50°28′9″ пн. ш. 30°24′41″ сх. д. / 50.46917° пн. ш. 30.41139° сх. д.            | 2008                                        |                                                 |                                            | сайт [Архівовано 2 квітня 2022 у Wayback Machine.]                                                                  |
| Петропавлівська церква                                                                                            |            | Кирилівська вул., 160                                       | 50°29′40″ пн. ш. 30°27′40″ сх. д. / 50.49444° пн. ш. 30.46111° сх. д.           | 2003                                        |                                                 |                                            | |
| Церква Покрова Пресвятої Богородиці на Пріорці                                                                    |            | Мостицька вул., 2                                           | 50°30′04″ пн. ш. 30°26′45″ сх. д. / 50.50111° пн. ш. 30.44583° сх. д.           | 1902-1906                                   | Є. Єрмаков, М. Казанський                       | російський                                 | |
| Покровська церква в Бортничах                                                                                     |            | Левадна вул., 23                                            | 50°21′56″ пн. ш. 30°40′40″ сх. д. / 50.36556° пн. ш. 30.67778° сх. д.           | 1940                                        |                                                 |                                            | |
| Свято-Покровський собор                                                                                           |            | Прирічна вул., 5-А                                          | 50°30′43″ пн. ш. 30°30′44″ сх. д. / 50.51194° пн. ш. 30.51222° сх. д.           |                                             | В. Ісак, І. Авдєєв                              |                                            | |
| Церква Преображення Господнього (Солом'янка)                                                                      |            | пр-т Повітряних Сил, 29                                     | 50°25′48″ пн. ш. 30°28′9″ сх. д. / 50.43000° пн. ш. 30.46917° сх. д.            | 2002-2007                                   | С. Бабушкін                                     |                                            | |
| Церква мучениці Раїси Олександрійської                                                                            |            | Тепловозна вул., 1-А                                        | 50°25′33″ пн. ш. 30°38′10″ сх. д. / 50.42583° пн. ш. 30.63611° сх. д.           | 2008                                        |                                                 |                                            | на території Дарницького кладовища                                                                                  |
| Церква Різдва Іоанна Предтечі                                                                                     |            | Верхня вул., 21                                             | 50°25′27.6″ пн. ш. 30°33′17.7″ сх. д. / 50.424333° пн. ш. 30.554917° сх. д.     | 2009                                        |                                                 |                                            | Звіринецьке кладовище                                                                                               |
| Церква Різдва Пресвятої Богородиці                                                                                |            | Старонаводницька вул., 6/8                                  | 50°25′45″ пн. ш. 30°32′56″ сх. д. / 50.42917° пн. ш. 30.54889° сх. д.           | 2008-2009                                   |                                                 |                                            | сайт |
| Церква Різдва Пресвятої Богородиці на Теремках                                                                    |            | Глушкова Академіка пр-т, 11а                                | 50°22′18″ пн. ш. 30°27′46″ сх. д. / 50.37167° пн. ш. 30.46278° сх. д.           | 2011–2014                                   | Сінодальний відділ архітектури                  |                                            | |
| Храм Різдва Христового                                                                                            |            | Оболонська набережна, 5                                     | 50°29′33″ пн. ш. 30°31′32″ сх. д. / 50.49250° пн. ш. 30.52556° сх. д.           | 2004—2007                                   | В. М. Ісак, О. Калиновський                     |                                            | |
| Церква Різдва Христового                                                                                          |            | Шумського Юрія вул., 3-Б                                    | 50°25′28″ пн. ш. 30°36′14″ сх. д. / 50.42444° пн. ш. 30.60389° сх. д.           |                                             |                                                 |                                            | |
| Церква Різдва Христового на Сирці                                                                                 |            | Щусєва вул., 33-А                                           | 50°28′32″ пн. ш. 30°26′4″ сх. д. / 50.47556° пн. ш. 30.43444° сх. д.            | 2007                                        |                                                 |                                            | |
| Церква преподобного Романа Солодкоспівця                                                                          |            | Лабораторна вул., 15-А                                      | 50°25′27″ пн. ш. 30°31′1″ сх. д. / 50.42417° пн. ш. 30.51694° сх. д.            | 2000                                        |                                                 |                                            | при поліклініці 11-ї лікарні                                                                                        |
| Церква преподобного Серафима Саровського                                                                          |            | Полуботка Павла Гетьмана вул., 36                           | 50°27′25.9″ пн. ш. 30°37′31.9″ сх. д. / 50.457194° пн. ш. 30.625528° сх. д.     | 1998-2003                                   |                                                 |                                            | на території Київської міської клінічної лікарні № 2                                                                |
| Церква преподобного Серафима Саровського                                                                          |            | Юнкерова Миколи вул., 42                                    | 50°32′26″ пн. ш. 30°21′7″ сх. д. / 50.54056° пн. ш. 30.35194° сх. д.            | 1910                                        | О. Тихонов, Е. Брадтман                         | історизм з елементами бароко               | сайт [Архівовано 23 березня 2010 у Wayback Machine.]                                                                |
| Церква преподобного Сергія Радонезького                                                                           |            | Уманська вул., 14                                           | 50°26′28″ пн. ш. 30°27′43″ сх. д. / 50.44111° пн. ш. 30.46194° сх. д.           | 2007-2020                                   | О.Калиновський, В. Ісак                         | еклектичний з елементами псевдоруського    | сайт [Архівовано 2 грудня 2013 у Wayback Machine.]                                                                  |
| Церква Сорока Севастійських Мучеників                                                                             |            | Крамського Івана вул., 21                                   | 50°27′2.2″ пн. ш. 30°22′24.1″ сх. д. / 50.450611° пн. ш. 30.373361° сх. д.      | 2004                                        |                                                 | типовий дерев'яний храм                    | на території інфекційної лікарні № 5                                                                                |
| Церква мученика Трифона                                                                                           |            | Електротехнічна вул., 30                                    | 50°30′29″ пн. ш. 30°37′33″ сх. д. / 50.50806° пн. ш. 30.62583° сх. д.           | 2005                                        | В. Власюк                                       |                                            | |
| Комплекс Свято-Троїцької Кирилівської обителі                                                                     |            | Кирилівська вул., 103                                       |                                                                                 |                                             |                                                 |                                            | |
| Кирилівська церква                                                                                                |            | Кирилівська вул., 103                                       | 50°28′59.13″ пн. ш. 30°28′18.38″ сх. д. / 50.4830917° пн. ш. 30.4717722° сх. д. | ХІІ-XIX ст.                                 |                                                 |                                            | |
| Церква Василія Великого                                                                                           |            | Кирилівська вул., 103                                       | 50°29′0″ пн. ш. 30°28′21″ сх. д. / 50.48333° пн. ш. 30.47250° сх. д.            | 1748                                        |                                                 |                                            | на території психіатричної лікарні ім. Павлова                                                                      |
| Свято-Троїцький собор                                                                                             |            | Сабодана Володимира мирополита вул., 2                      | 50°30′33″ пн. ш. 30°35′10″ сх. д. / 50.50917° пн. ш. 30.58611° сх. д.           | 1997                                        | В. Гречина, І. Гречина                          | українське бароко                          | |
| Свято-Троїцький храм                                                                                              |            | Докучаєвська вул., 4                                        | 50°25′40″ пн. ш. 30°29′46″ сх. д. / 50.42778° пн. ш. 30.49611° сх. д.           | 2001                                        |                                                 |                                            | |
| Церква Усіх Святих                                                                                                |            | Крайня вул., 3                                              | 50°29′58″ пн. ш. 30°37′19″ сх. д. / 50.49944° пн. ш. 30.62194° сх. д.           | 2008                                        |                                                 |                                            | на Лісовому цвинтарі                                                                                                |
| Церква Успіння Божої Матері на Троєщині                                                                           |            | Романа Шухевича пр-т, 30                                    | 50°29′39.8″ пн. ш. 30°36′00″ сх. д. / 50.494389° пн. ш. 30.60000° сх. д.        | 2011                                        |                                                 |                                            | |
| Церква преподобного Феодора Освяченого на Лук'янівці                                                              |            | Овруцька вул., 7-А                                          | 50°28′15.1″ пн. ш. 30°28′23.9″ сх. д. / 50.470861° пн. ш. 30.473306° сх. д.     | 1873 р.; 2009—                              |                                                 |                                            | |
| Церква Феодосія Чернігівського                                                                                    |            | Чорнобильська вул., 2                                       | 50°27′20″ пн. ш. 30°20′50″ сх. д. / 50.45556° пн. ш. 30.34722° сх. д.           | 2001—2009, дзвіниця 2010                    | В. Коробка, О. Гурін                            |                                            | сайт [Архівовано 1 квітня 2022 у Wayback Machine.]                                                                  |
| Церква Воздвиження Чесного Хреста Господнього                                                                     |            | Воздвиженська вул., 1                                       | 50°27′44″ пн. ш. 30°30′30″ сх. д. / 50.46222° пн. ш. 30.50833° сх. д.           | 1748 (дерев'яна), 1841 (мурована)           | А. Меленський, П. Спарро, В. Ніколаєв           |                                            | |
| Церква Благовірного князя Ярослава Мудрого                                                                        |            | Дніпровська набережна, 2-А                                  | 50°25′37″ пн. ш. 30°35′30″ сх. д. / 50.42694° пн. ш. 30.59167° сх. д.           | 2010-2011                                   |                                                 |                                            | |
| Каплиця Покрова Богородиці                                                                                        |            | пр-т Повітряних Сил, 53                                     | 50°25′7.9″ пн. ш. 30°27′13.7″ сх. д. / 50.418861° пн. ш. 30.453806° сх. д.      | 2000                                        |                                                 |                                            | на території Юридичного ліцею при Академії МВД                                                                      |
| Спасо-Преображенський храм                                                                                        |            | Ягідна вул., 58-А                                           | 50°22′9″ пн. ш. 30°31′26″ сх. д. / 50.36917° пн. ш. 30.52389° сх. д.            |                                             |                                                 |                                            | |
| Каплиця Олександра Невського                                                                                      |            | Валерія Лобановського пр-т, 152                             | 50°24′25.5″ пн. ш. 30°30′42.7″ сх. д. / 50.407083° пн. ш. 30.511861° сх. д.     | 2008                                        |                                                 |                                            | |
| Храм апостолів Петра і Павла                                                                                      |            | Колекторна вул., 4                                          | 50°24′8″ пн. ш. 30°40′37″ сх. д. / 50.40222° пн. ш. 30.67694° сх. д.            | 2008—                                       |                                                 |                                            | На території Київського інституту внутрішніх справ МВД України                                                      |
| Церква Архістратига Михаїла                                                                                       |            | Гузара Любомира пр-т, 3                                     | 50°26′3″ пн. ш. 30°24′56″ сх. д. / 50.43417° пн. ш. 30.41556° сх. д.            |                                             |                                                 |                                            | 4-й головний корпус 6-ї клінічної лікарні, сайт [Архівовано 3 грудня 2013 у Wayback Machine.]                       |
| Церква безсрібників Косьми і Даміана Римських                                                                     |            | Юлії Здановської вул., 33/43                                | 50°23′25″ пн. ш. 30°29′12″ сх. д. / 50.39028° пн. ш. 30.48667° сх. д.           |                                             |                                                 |                                            | на території НДІ Онкології АМН                                                                                      |
| Церква Боголюбської ікони Божої Матері                                                                            |            | Дегтярівська вул., 23                                       | 50°27′46.2″ пн. ш. 30°27′28.1″ сх. д. / 50.462833° пн. ш. 30.457806° сх. д.     |                                             |                                                 |                                            | на території Київської дитячої інфекційної лікарні                                                                  |
| Церква на честь ікони «Віленська-Остробрамська»                                                                   |            | Винниченка Володимира вул., 9-Д                             | 50°27′11″ пн. ш. 30°29′55″ сх. д. / 50.45306° пн. ш. 30.49861° сх. д.           |                                             |                                                 |                                            | на території Київської Центральної Басейновой клінічної лікарні; сайт [Архівовано 2 грудня 2016 у Wayback Machine.] |
| Церква на честь Почаївської ікони Божої Матері                                                                    |            | Чорновола В'ячеслава вул., 28                               | 50°27′5″ пн. ш. 30°28′48″ сх. д. / 50.45139° пн. ш. 30.48000° сх. д.            |                                             |                                                 |                                            | на території дитячої лікарні «Охматдит»                                                                             |
| Храм св. великомучениці Варвари                                                                                   |            | Загорівська вулиця, 1-А                                     | 50°28′19″ пн. ш. 30°28′14″ сх. д. / 50.47194° пн. ш. 30.47056° сх. д.           |                                             |                                                 |                                            | |
| Церква великомучениці Варвари                                                                                     |            | Верховинна вул., 69                                         | 50°27′2.9″ пн. ш. 30°21′50.6″ сх. д. / 50.450806° пн. ш. 30.364056° сх. д.      |                                             |                                                 |                                            | на території Київської міської онкологічної лікарні                                                                 |
| Церква великомучениці Варвари                                                                                     |            | Тичини Павла пр-т, 22                                       | 50°25′48.6″ пн. ш. 30°36′29.3″ сх. д. / 50.430167° пн. ш. 30.608139° сх. д.     |                                             |                                                 |                                            | на території поліклініки № 2 Дніпровського р-ну                                                                     |
| Церква Воздвиження Хреста Господнього                                                                             |            | Лауреатська вул., 34                                        | 50°20′58″ пн. ш. 30°31′33″ сх. д. / 50.34944° пн. ш. 30.52583° сх. д.           | 2011                                        |                                                 |                                            | при Пирогівському цвинтарі                                                                                          |
| Церква Усіх Святих Воїнів                                                                                         |            | Князя Романа Мстиславича вул.                               | 50°28′7″ пн. ш. 30°36′30″ сх. д. / 50.46861° пн. ш. 30.60833° сх. д.            |                                             |                                                 |                                            | на території парку «Перемога»                                                                                       |
| Церква Георгія Побідоносця                                                                                        |            | Восьмого Березня вул., 7                                    | 50°34′6″ пн. ш. 30°27′40″ сх. д. / 50.56833° пн. ш. 30.46111° сх. д.            |                                             |                                                 |                                            | |
| Церква Єрусалимської ікони Божої Матері                                                                           |            | Жилянська вул., 88                                          | 50°26′19″ пн. ш. 30°29′59″ сх. д. / 50.43861° пн. ш. 30.49972° сх. д.           | 2008-2009                                   |                                                 |                                            | |
| Церква ікони Божої Матері «Помічниця при пологах»                                                                 |            | Івасюка Володимира пр-т, 16                                 | 50°30′31″ пн. ш. 30°30′33″ сх. д. / 50.50861° пн. ш. 30.50917° сх. д.           |                                             |                                                 |                                            | на території пологового будинку № 4                                                                                 |
| Церква ікони Божої Матері «Економісса»                                                                            |            | Ракетна вул., 8                                             | 50°23′14.9″ пн. ш. 30°32′34.9″ сх. д. / 50.387472° пн. ш. 30.543028° сх. д.     |                                             |                                                 |                                            | |
| Каплиця ікони Божої Матері «Усіх скорботних радість»                                                              |            | Герцена вул.                                                | 50°28′35″ пн. ш. 30°27′32″ сх. д. / 50.47639° пн. ш. 30.45889° сх. д.           |                                             |                                                 |                                            | |
| Церква ікони Божої Матері «Взискання загиблим»                                                                    |            | Народна вул.                                                | 50°25′8.1″ пн. ш. 30°29′4.7″ сх. д. / 50.418917° пн. ш. 30.484639° сх. д.       |                                             |                                                 |                                            | |
| Церква Казанської ікони Божої Матері                                                                              |            | Шкільний пров. 1-А (с. Софіївська Борщагівка)               | 50°24′36″ пн. ш. 30°21′31″ сх. д. / 50.41000° пн. ш. 30.35861° сх. д.           |                                             |                                                 |                                            | |
| Церква Кирила та Мефодія                                                                                          |            | Гмирі Бориса вул., 13                                       | 50°23′28″ пн. ш. 30°37′58″ сх. д. / 50.39111° пн. ш. 30.63278° сх. д.           |                                             |                                                 |                                            | |
| Каплиця Ксенії Петербурзької                                                                                      |            | Вишняківська вул., 1-А                                      | 50°23′33″ пн. ш. 30°39′1″ сх. д. / 50.39250° пн. ш. 30.65028° сх. д.            |                                             |                                                 |                                            | |
| Церква Марії Магдалини                                                                                            |            | Володимирська вул., 43-А                                    | 50°26′53″ пн. ш. 30°30′55″ сх. д. / 50.44806° пн. ш. 30.51528° сх. д.           |                                             |                                                 |                                            | |
| Церква митрополита Петра Могили                                                                                   |            | Щусєва вул., 8-А                                            | 50°28′33″ пн. ш. 30°26′43″ сх. д. / 50.47583° пн. ш. 30.44528° сх. д.           |                                             |                                                 |                                            | |
| Церква мученика Іоанна Воїна                                                                                      |            | Радистів вул., 45                                           | 50°28′46″ пн. ш. 30°40′7.7″ сх. д. / 50.47944° пн. ш. 30.668806° сх. д.         | 2007                                        |                                                 |                                            | |
| Церква мучениць Віри, Надії, Любові та матері їх Софії                                                            |            | Загорівська вул., 1                                         | 50°28′23″ пн. ш. 30°28′14″ сх. д. / 50.47306° пн. ш. 30.47056° сх. д.           |                                             |                                                 |                                            | на території Київської обласної клінічної лікарні                                                                   |
| Церква Миколи Чудотворця                                                                                          |            | Мілютенка вул., 34                                          | 50°28′39.5″ пн. ш. 30°37′39.9″ сх. д. / 50.477639° пн. ш. 30.627750° сх. д.     |                                             |                                                 |                                            | у будинку колишнього магазину «Спорттовари»                                                                         |
| Церква Покрова Пресвятої Богородиці                                                                               |            | Госпітальна вул., 16                                        | 50°25′48″ пн. ш. 30°31′48″ сх. д. / 50.43000° пн. ш. 30.53000° сх. д.           |                                             |                                                 |                                            | сайт [Архівовано 3 січня 2014 у Wayback Machine.]                                                                   |
| Церква святого Миколи Мірлікійського                                                                              |            | Володимирська вул., 2-А                                     | 50°27′29″ пн. ш. 30°31′0″ сх. д. / 50.45806° пн. ш. 30.51667° сх. д.            |                                             |                                                 |                                            | |
| Церква святителя Григорія Богослова                                                                               |            | Солом'янська вул., 17                                       | 50°25′28.5″ пн. ш. 30°28′54.6″ сх. д. / 50.424583° пн. ш. 30.481833° сх. д.     |                                             |                                                 |                                            | На території міської клінічної лікарні № 4                                                                          |
| Церква святителя Миколая Мірлікійського                                                                           |            | Амосова Миколи вул., 6                                      | 50°25′12″ пн. ш. 30°29′54″ сх. д. / 50.42000° пн. ш. 30.49833° сх. д.           |                                             |                                                 |                                            | На території Національного інституту серцево-судинної хірургії                                                      |
| Церква святителя Савви Сербського                                                                                 |            | Героїв Маріуполя вул., 6                                    | 50°22′55″ пн. ш. 30°27′16″ сх. д. / 50.38194° пн. ш. 30.45444° сх. д.           |                                             |                                                 |                                            | |
| Церква святителя Спиридона Триміфунтського                                                                        |            | Курбаса Леся пр-т, 7-Б                                      | 50°25′38″ пн. ш. 30°22′59″ сх. д. / 50.42722° пн. ш. 30.38306° сх. д.           | 2010                                        | О. Кругляк                                      |                                            | сайт [Архівовано 14 грудня 2013 у Wayback Machine.]                                                                 |
| Церква Сергія Радонежського                                                                                       |            | Вишгородська вул., 47-Г                                     | 50°30′56″ пн. ш. 30°26′51″ сх. д. / 50.51556° пн. ш. 30.44750° сх. д.           | 2007-2020                                   |                                                 |                                            | |
| Церква святого Симеона Стовпника                                                                                  |            | Соборна вул., 30а (с. Петропавлівська Борщагівка)           | 50°26′10″ пн. ш. 30°20′32″ сх. д. / 50.43611° пн. ш. 30.34222° сх. д.           | 1908-1909                                   | Є. Єрмаков                                      | неоросійський                              | |
| Церква Собору Дванадцяти Апостолів                                                                                |            | Фрометівська вул., 2                                        | 50°24′30″ пн. ш. 30°30′43″ сх. д. / 50.40833° пн. ш. 30.51194° сх. д.           |                                             |                                                 |                                            | на території МАУП                                                                                                   |
| Церква Трьох Святителів                                                                                           |            | Голосіївська вул., 53                                       | 50°23′49″ пн. ш. 30°30′40″ сх. д. / 50.39694° пн. ш. 30.51111° сх. д.           |                                             |                                                 |                                            | на території Голосіївської дитячої районної поліклініки                                                             |
| Церква Успіння Пресвятої Богородиці                                                                               |            | Урлівська вул., 36                                          | 50°24′31″ пн. ш. 30°37′8″ сх. д. / 50.40861° пн. ш. 30.61889° сх. д.            |                                             |                                                 |                                            | |
| Церква Феодорівської ікони Божої Матері                                                                           |            | Майбороди Платона вул., 32                                  | 50°28′1.3″ пн. ш. 30°28′47.4″ сх. д. / 50.467028° пн. ш. 30.479833° сх. д.      | 2005                                        |                                                 |                                            | |
| Церква Царственних страстотерпців                                                                                 |            | Богатирська вул., 30                                        | 50°32′36″ пн. ш. 30°29′13″ сх. д. / 50.54333° пн. ш. 30.48694° сх. д.           | 2008-2009                                   |                                                 |                                            | на території Дитячої клінічної лікарні № 1                                                                          |
| Церква Цілителя Пантелеймона                                                                                      |            | Гузара Любомира пр-т, 3                                     | 50°26′9.4″ пн. ш. 30°24′49″ сх. д. / 50.435944° пн. ш. 30.41361° сх. д.         |                                             |                                                 |                                            | на території Центру мікрохірургії ока                                                                               |
| Церква святого Олександра Невського                                                                               |            | Почайнинська вул., 27                                       | 50°26′49.4″ пн. ш. 30°32′17″ сх. д. / 50.447056° пн. ш. 30.53806° сх. д.        |                                             |                                                 |                                            | |
| Каплиця Георгія Побідоносця                                                                                       |            | Фрометівська вул., 2                                        | 50°24′34.4″ пн. ш. 30°30′43.1″ сх. д. / 50.409556° пн. ш. 30.511972° сх. д.     |                                             |                                                 |                                            | на території МАУП                                                                                                   |
| Каплиця святого Михайла                                                                                           |            | Шевченка Тараса бульв., 17                                  | 50°26′36.2″ пн. ш. 30°30′35″ сх. д. / 50.443389° пн. ш. 30.50972° сх. д.        |                                             |                                                 |                                            | на території міської лікарні № 8                                                                                    |
| Каплиця при Чорнобильській церкві                                                                                 |            | Нагірна вул., 1                                             | 50°28′30.7″ пн. ш. 30°28′43.9″ сх. д. / 50.475194° пн. ш. 30.478861° сх. д.     |                                             |                                                 |                                            | |
| Каплиця Успіння Пресвятої Богородиці                                                                              |            | Окіпної Раїси вул.                                          | 50°27′2.9″ пн. ш. 30°35′57.4″ сх. д. / 50.450806° пн. ш. 30.599278° сх. д.      |                                             |                                                 |                                            | |
| Каплиця мученика Іоанна Воїна                                                                                     |            | 7-ма лінія (Пуща-Водиця)                                    | 50°32′57″ пн. ш. 30°21′56″ сх. д. / 50.54917° пн. ш. 30.36556° сх. д.           | 2007                                        |                                                 |                                            | |
| Храм блаженної Ксенії Петербурзької                                                                               |            | вул. Чорних Запорожців, 26                                  | 50°28′39″ пн. ш. 30°36′15″ сх. д. / 50.47750° пн. ш. 30.60417° сх. д.           |                                             |                                                 |                                            | |
| Храм Успіння Пресвятої Богородиці                                                                                 |            | 73-я Садова вул., 73а/1 (Нижні сади)                        | 50°22′9″ пн. ш. 30°36′36″ сх. д. / 50.36917° пн. ш. 30.61000° сх. д.            |                                             |                                                 |                                            | |
| Свято-Преображенська церква (при пенітенціарній службі)                                                           |            | Юрія Іллєнка, 81                                            | 50°28′6.2″ пн. ш. 30°28′9.9″ сх. д. / 50.468389° пн. ш. 30.469417° сх. д.       | 2011                                        |                                                 |                                            | при Державній пенітенціарній службі України                                                                         |

#### Вірменська апостольська церква
| Назва                  | Зображення | Адреса               | Координати | Дата спорудження | Архітектор | Стиль | Примітки |
| ---------------------- | ---------- | -------------------- | ---------- | ---------------- | ---------- | ----- | -------- |
| Каплиця Србоц Наатакац |            | Горлівська вул., 215 |            |                  |            |       |          |

#### Російська православна церква закордоном
| Назва                                                | Зображення | Адреса             | Координати                                                            | Дата спорудження | Архітектор | Стиль | Примітки |
| ---------------------------------------------------- | ---------- | ------------------ | --------------------------------------------------------------------- | ---------------- | ---------- | ----- | -------- |
| Свято-Іоаннівський монастирський і храмовий комплекс |            | Квітучий пров., 18 | 50°28′15″ пн. ш. 30°28′47″ сх. д. / 50.47083° пн. ш. 30.47972° сх. д. | 2000-2006        |            |       |          |

#### Російська православна старообрядська церква
| Назва                                                       | Зображення | Адреса                  | Координати                                                           | Дата спорудження | Архітектор | Стиль | Примітки |
| ----------------------------------------------------------- | ---------- | ----------------------- | -------------------------------------------------------------------- | ---------------- | ---------- | ----- | -------- |
| Церква Успіння Пресвятої Богородиці на Почайнинській вулиці |            | Почайнинська вулиця, 26 | 50°28′11″ пн. ш. 30°31′8″ сх. д. / 50.46972° пн. ш. 30.51889° сх. д. |                  |            |       |          |

#### Православні монастирі
| Назва                                         | Зображення | Адреса               | Координати                                                            | Дата заснування | Конфесія                   | Примітки |
| --------------------------------------------- | ---------- | -------------------- | --------------------------------------------------------------------- | --------------- | -------------------------- | -------- |
| Видубицький монастир                          |            | Видубицька вул., 40  | 50°25′0″ пн. ш. 30°34′4″ сх. д. / 50.41667° пн. ш. 30.56778° сх. д.   | XVII–XVIII ст.  | Православна церква України |          |
| Михайлівський Золотоверхий чоловічий монастир |            | Михайлівська пл.     | 50°27′20″ пн. ш. 30°31′22″ сх. д. / 50.45556° пн. ш. 30.52278° сх. д. |                 | Православна церква України |          |
| Миколо-Тихвінський жіночий монастир           |            | Тиврівський пров., 1 | 50°23′25″ пн. ш. 30°31′41″ сх. д. / 50.39028° пн. ш. 30.52806° сх. д. |                 | УПЦ (МП)                   |          |

#### Інші православні храми
| Назва                                         | Зображення | Адреса        | Координати                                                            | Дата спорудження                                                 | Архітектор  | Стиль                                                   | Примітки                                                                                |
| --------------------------------------------- | ---------- | ------------- | --------------------------------------------------------------------- | ---------------------------------------------------------------- | ----------- | ------------------------------------------------------- | --------------------------------------------------------------------------------------- |
| Софійський собор                              |            | Лаврська вул. | 50°27′10″ пн. ш. 30°30′52″ сх. д. / 50.45278° пн. ш. 30.51444° сх. д. | 1893 — 1895                                                      |             | візантійський (первісний), українське бароко (сучасний) |                                                                                         |
| Собор Успіння Пресвятої Богородиці            |            | Лаврська вул. | 50°26′06″ пн. ш. 30°33′26″ сх. д. / 50.43500° пн. ш. 30.55722° сх. д. | 1073-1078 рр., зруйнований у 1941 році, відбудований у 2000 році |             | бароко                                                  | Головний храм Києво-Печерської лаври. До 31 грудня 2022 використовувався УПЦ МП.        |
| Трапезна церква Антонія і Феодосія Печерських |            | Лаврська вул. | 50°26′05″ пн. ш. 30°33′29″ сх. д. / 50.43472° пн. ш. 30.55806° сх. д. | 1895                                                             | В. Ніколаєв | русько-візантійський                                    | Входить до комплексу Києво-Печерської лаври. До 31 грудня 2022 використовувалася УПЦ МП |

### Протестантські храми

#### Лютеранство
| Назва                 | Зображення | Адреса               | Координати                                                            | Дата спорудження | Архітектор | Конфесія                                        | Примітки |
| --------------------- | ---------- | -------------------- | --------------------------------------------------------------------- | ---------------- | ---------- | ----------------------------------------------- | -------- |
| Кірха Святої Катерини |            | Лютеранська вул., 22 | 50°26′37″ пн. ш. 30°31′34″ сх. д. / 50.44361° пн. ш. 30.52611° сх. д. | 1855-1857        | Іван Штром | Німецька євангелічно-лютеранська церква України | сайт     |

#### Баптизм
| Назва                       | Зображення | Адреса                             | Координати                                                            | Дата спорудження | Архітектор | Конфесія                        | Примітки             |
| --------------------------- | ---------- | ---------------------------------- | --------------------------------------------------------------------- | ---------------- | ---------- | ------------------------------- | -------------------- |
| Дім Євангелія               |            | Щекавицька вул., 2/8               | 50°28′1″ пн. ш. 30°30′28″ сх. д. / 50.46694° пн. ш. 30.50778° сх. д.  |                  |            | Євангельські християни-баптисти |                      |
| Києво-Святошинська церква   |            | Олександрівська вул., 33           | 50°27′46″ пн. ш. 30°24′5″ сх. д. / 50.46278° пн. ш. 30.40139° сх. д.  |                  |            | Євангельські християни-баптисти | сайт                 |
| Дарницька церква            |            | Ялинкова вул., 2-З                 | 50°24′38″ пн. ш. 30°40′39″ сх. д. / 50.41056° пн. ш. 30.67750° сх. д. |                  |            | Євангельські християни-баптисти | сторінка на facebook |
| Дім молитви                 |            | Марка Черемшини вул., 22           | 50°28′43″ пн. ш. 30°35′14″ сх. д. / 50.47861° пн. ш. 30.58722° сх. д. |                  |            | Євангельські християни-баптисти |                      |
| Храм спасіння               |            | Всеволода Ярославича Князя вул., 4 | 50°26′23″ пн. ш. 30°23′32″ сх. д. / 50.43972° пн. ш. 30.39222° сх. д. |                  |            | Євангельські християни-баптисти | сайт                 |
| Церква «Духовне відроження» |            | Юрія Литвинського вул., 30         | 50°25′24″ пн. ш. 30°39′14″ сх. д. / 50.42333° пн. ш. 30.65389° сх. д. |                  |            | Євангельські християни-баптисти |                      |
| Церква Різдва Христового    |            | Кобзарська вул., 10                | 50°31′15″ пн. ш. 30°26′23″ сх. д. / 50.52083° пн. ш. 30.43972° сх. д. |                  |            | Євангельські християни-баптисти |                      |
| Церква «Надія»              |            | Ахматової Анни вул., 9/18          | 50°24′37″ пн. ш. 30°38′14″ сх. д. / 50.41028° пн. ш. 30.63722° сх. д. |                  |            | Євангельські християни-баптисти |                      |
| Церква «Преображення»       |            | Вербицького Архітектора вул., 30-А | 50°24′23″ пн. ш. 30°39′56″ сх. д. / 50.40639° пн. ш. 30.66556° сх. д. |                  |            | Євангельські християни-баптисти | сайт                 |
| Церква «Алмаз»              |            | Ломаківська вул., 66               | 50°25′21″ пн. ш. 30°33′56″ сх. д. / 50.42250° пн. ш. 30.56556° сх. д. |                  |            | Євангельські християни-баптисти | сайт церкви          |

#### П'ятдесятництво
| Назва                                                    | Зображення | Адреса                   | Координати                                                            | Дата спорудження | Архітектор | Конфесія                                    | Примітки |
| -------------------------------------------------------- | ---------- | ------------------------ | --------------------------------------------------------------------- | ---------------- | ---------- | ------------------------------------------- | -------- |
| Дім молитви християн віри євангельскої (п'ятидесятників) |            | Кар'єрна вул., 44        | 50°25′48″ пн. ш. 30°26′20″ сх. д. / 50.43000° пн. ш. 30.43889° сх. д. |                  |            | п'ятидесятники                              | сайт     |
| Церква «Ковчег»                                          |            | Брусилівська вул., 28/33 | 50°28′39″ пн. ш. 30°20′31″ сх. д. / 50.47750° пн. ш. 30.34194° сх. д. |                  |            | п'ятидесятники                              |          |
| Церква «Філадельфія»                                     |            | Голосіївська вул., 57    | 50°23′52″ пн. ш. 30°30′48″ сх. д. / 50.39778° пн. ш. 30.51333° сх. д. |                  |            | п'ятидесятники                              | сайт     |
| Християнська Божа церква                                 |            | Зоряна вул., 2           |                                                                       | 2024             |            | Об'єднана міжнародна церква п'ятидесятників | сайт     |

#### Адвентизм
| Назва                                  | Зображення | Адреса                     | Координати                                                            | Дата спорудження | Архітектор | Конфесія               | Примітки |
| -------------------------------------- | ---------- | -------------------------- | --------------------------------------------------------------------- | ---------------- | ---------- | ---------------------- | -------- |
| Церква Адвентистів Сьомого дня         |            | Івана Микитенка вул., 20-а | 50°29′8″ пн. ш. 30°36′5″ сх. д. / 50.48556° пн. ш. 30.60139° сх. д.   |                  |            | адвентисти сьомого дня | сайт     |
| Храм на Подолі Адвентистів Сьомого дня |            | Лук'янівська вул., 9/10-а  | 50°27′50″ пн. ш. 30°30′20″ сх. д. / 50.46389° пн. ш. 30.50556° сх. д. |                  |            | адвентисти сьомого дня |          |
| Церква Адвентистів Сьомого дня         |            | Ямська вул., 70            | 50°25′10″ пн. ш. 30°30′53″ сх. д. / 50.41944° пн. ш. 30.51472° сх. д. |                  |            | адвентисти сьомого дня |          |

#### ІншіПротестанти
| Назва                                | Зображення | Адреса                              | Координати                                                            | Дата спорудження | Архітектор | Конфесія         | Примітки |
| ------------------------------------ | ---------- | ----------------------------------- | --------------------------------------------------------------------- | ---------------- | ---------- | ---------------- | -------- |
| Новоапостольська церква              |            | Тичини Павла просп., 18-А           | 50°25′45″ пн. ш. 30°36′22″ сх. д. / 50.42917° пн. ш. 30.60611° сх. д. | 1994-1995        |            | протестанти      |          |
| Церква «Шлях життя»                  |            | Оболонський просп., 52-Б            | 50°31′34″ пн. ш. 30°30′4″ сх. д. / 50.52611° пн. ш. 30.50111° сх. д.  |                  |            | Пресвітеріанство |          |
| Церква «Скінія»                      |            | Скакуна Віталія вул., 6             | 50°26′24″ пн. ш. 30°24′55″ сх. д. / 50.44000° пн. ш. 30.41528° сх. д. |                  |            | протестанти      | сайт     |
| Церква «Благодать»                   |            | Правди просп., 96                   | 50°30′28″ пн. ш. 30°24′43″ сх. д. / 50.50778° пн. ш. 30.41194° сх. д. |                  |            | Євангелізм       |          |
| Церква «Слово благодаті»             |            | Полуботка Павла Гетьмана вул., 34-Б | 50°27′24″ пн. ш. 30°37′21″ сх. д. / 50.45667° пн. ш. 30.62250° сх. д. |                  |            | протестанти      |          |
| Християнський центр Церкви Христової |            | Йорданська вул., 18                 | 50°29′53″ пн. ш. 30°30′24″ сх. д. / 50.49806° пн. ш. 30.50667° сх. д. |                  |            |                  |          |

## Церква Ісуса Христа Святих останніх днів
| Назва                      | Зображення | Адреса                                    | Координати | Дата спорудження | Архітектор                 | Конфесія | Примітки |
| -------------------------- | ---------- | ----------------------------------------- | ---------- | ---------------- | -------------------------- | -------- | -------- |
| Дім зборів                 |            | Срібнокільська вул., 13                   |            |                  |                            | мормони  |          |
| Дім зборів                 |            | Рональда Рейгана вул., 36                 |            |                  |                            | мормони  |          |
| Київський український храм |            | вул. Яблунева 1, с. Софіївська Борщагівка |            | 2007-2010        | Віктор Яценко, Ханно Люшин | мормони  |          |

## Свідки Єгови
| Назва                      | Зображення | Адреса                           | Координати | Дата спорудження | Архітектор | Конфесія     | Примітки |
| -------------------------- | ---------- | -------------------------------- | ---------- | ---------------- | ---------- | ------------ | -------- |
| Зала Царства Свідків Єгови |            | Валерія Лобановського просп., 24 |            |                  |            | Свідки Єгови |          |
| Зала Царства Свідків Єгови |            | Мелетія Смотрицького вул., 64    |            |                  |            | Свідки Єгови |          |
| Зала Царства Свідків Єгови |            | бульвар Жуля Верна, 13           |            |                  |            | Свідки Єгови |          |
| Зала Царства Свідків Єгови |            | Брюсова вул., 43                 |            |                  |            | Свідки Єгови |          |
| Зала Царства Свідків Єгови |            | Диканський пров., 5              |            |                  |            | Свідки Єгови |          |

## Іслам
| Назва                         | Зображення | Адреса                     | Координати                                                            | Дата спорудження | Архітектор             | Конфесія | Примітки                          |
| ----------------------------- | ---------- | -------------------------- | --------------------------------------------------------------------- | ---------------- | ---------------------- | -------- | --------------------------------- |
| Мечеть «Ар-Рахма»             |            | Лук'янівська вул., 46      | 50°27′53″ пн. ш. 30°29′58″ сх. д. / 50.46472° пн. ш. 30.49944° сх. д. | 1996–2000        | Олександр Комаровський | Сунізм   | ДУМУ                              |
| Ісламський культурний центр   |            | Дегтярівська вул., 25А     |                                                                       | 2001             |                        | Сунізм   | ДУМУ «Умма»                       |
| Мечеть імені імама Абу Ханіфи |            | 3-й Березневий пров., 2    |                                                                       | 2023             |                        | Сунізм   | ДУМУ                              |
| Ісламський культурний центр   |            | Берестейський просп., 67/1 |                                                                       |                  |                        | Сунізм   | ДУМК, Асоціація мусульман України |
| Мечеть Расулуллах             |            | Берестейський просп., 49/2 |                                                                       |                  |                        | Шиїзм    |                                   |

## Юдаїзм
| Назва                         | Зображення | Адреса                  | Координати                                                            | Дата спорудження | Архітектор                      | Стиль                 | Примітки                            |
| ----------------------------- | ---------- | ----------------------- | --------------------------------------------------------------------- | ---------------- | ------------------------------- | --------------------- | ----------------------------------- |
| Велика хоральна синагога      |            | Щекавицька вул., 29     | 50°28′13″ пн. ш. 30°30′43″ сх. д. / 50.47028° пн. ш. 30.51194° сх. д. | 1895             | Микола Гарденін, Валеріан Риков | мавританський         |                                     |
| Галицька синагога             |            | Жилянська вул., 97      | 50°26′44″ пн. ш. 30°29′17″ сх. д. / 50.44556° пн. ш. 30.48806° сх. д. | 1909-1910        | Федір Олтаржевський             | романський            |                                     |
| Синагога Бродського           |            | Руставелі Шота вул., 13 | 50°26′19″ пн. ш. 30°31′13″ сх. д. / 50.43861° пн. ш. 30.52028° сх. д. | 1897-1898        | Георгій Шлейфер                 | готичний              |                                     |
| Оболонська синагога           |            |                         |                                                                       | до 2025          |                                 |                       | планується будівництво та відкриття |
| Синагога «Місце для роздумів» |            | Бабин Яр                | 50°28′33″ пн. ш. 30°27′28″ сх. д. / 50.47583° пн. ш. 30.45778° сх. д. | 2020-2021        | Мануель Герц                    | дерев'яна архітектура | меморіальна                         |